# ناتسومه سوسه‌کی
ناتسومه سوسه‌کی (به ژاپنی: 夏目 漱石 فوریه ۱۸۶۷ – ۹ دسامبر ۱۹۱۶) رمان‌نویس و ادیب ژاپنی بود. او از منطقه ادو (امروزه توکیو) در ژاپن به دنیا آمد. نام واقعی او ناتسومه کین‌نوسوکه (به ژاپنی: 夏目 金之助) بود و او با نام مستعار «گودابوتسو» شناخته می‌شد. سوسه‌کی از اواخر دوره میجی تا اوایل دوره تایشو فعال بود و یکی از بزرگ‌ترین نویسندگان ادبیات مدرن ژاپن به‌شمار می‌آید که زبان نوشتاری مدرن و متناسب با گفتار را ایجاد کرد. آثار برجسته او شامل «ما گربه هستیم»، «بوچّان» (坊っちゃん)، «سانشیرو» (三四郎)، «پس از آن» (それから)، «کوکورو» (こゝろ) و «گرگ و میش» (明暗) می‌باشد. او به عنوان یکی از نویسندگان بزرگ دوره میجی، تصویرش بر روی اسکناس هزار ینی ژاپن نیز قرار گرفته است. همچنین، او در سخنرانی‌هایی مانند «شخصیت فردی من» نظرات خود را بیان کرده است. جلسات گردهمایی دانش‌آموختگان او در خانه‌اش به نام «گردهمایی پنج‌شنبه» شناخته می‌شد. در دوران دانشگاه، سوسه‌کی با ماسائوکا شیکی آشنا شد و به یادگیری هایکو (شعر سنتی ژاپنی) پرداخت. پس از فارغ‌التحصیلی از دانشگاه امپریال (که بعدها به دانشگاه توکیو تغییر نام داد)، او به عنوان معلم در مدرسه متوسطه در ماتسویاما و سپس به عنوان استاد در دبیرستان پنجم در کوماموتو مشغول به کار شد و بعداً به انگلستان رفت. او در مناطق مختلفی از لندن، از جمله ناحیه کامدن و لمبث زندگی کرد. پس از بازگشت به ژاپن، به عنوان مدرس ادبیات انگلیسی در دانشگاه امپریال توکیو مشغول به تدریس شد و آثارش شامل «نظریه ادبی» نیز می‌باشد. سوسه‌کی همچنین به عنوان یکی از دوستان نزدیک ناکامورا یوشیکوتو، که از سیاستمداران برجسته و مقام‌های دولتی ژاپن بود، شناخته می‌شود.

## زندگی شخصی

### تولد و کودکی ناتسومه سوسه‌کی

#### تولد و خانواده
ناتسومه کین‌نوسوکه، که بعدها با نام ادبی ناتسومه سوسه‌کی شناخته شد، در ۹ فوریه ۱۸۶۷ (معادل ۵ ژانویه ۱۸۶۷ در تقویم ژاپنی کئو) در منطقه باباشیتا، اوشیگومه، ادو (امروزه: کیکوی‌چو، شینجوکو، توکیو) به دنیا آمد. وی کوچک‌ترین فرزند (هشتمین فرزند) خانواده‌ای بود که پدرش ناتسومه کوهه نائوماسا و مادرش چیه نام داشتند. پدر او به‌عنوان یک نانوشی (معادل ارباب ده یا مدیر محلی در دوران ادو) در ناحیه‌ای که از اوشیگومه تا تاکادانوبابا گسترده بود، فعالیت داشت.

#### نقش پدر در جامعه
پدرش، ناتسومه نائوماسا، شخصیتی بانفوذ بود که وظایف مدیریتی و حل‌وفصل دعاوی محلی را انجام می‌داد. به حدی که بسیاری از مسائل مدنی در ورودی خانه او حل‌وفصل می‌شد. این جایگاه، او را به چهره‌ای مقتدر و خانواده را به یکی از خانواده‌های مرفه منطقه تبدیل کرده بود.

#### نگرش مادر به تولد او
با این وجود، مادرش چیه، به دلیل تعداد زیاد فرزندان و سن بالایش در زمان تولد کین‌نوسوکه، احساس شرمندگی می‌کرد. این موضوع نشان‌دهنده فرهنگ آن زمان است که در آن تولد فرزند در سنین بالا، به‌خصوص در خانواده‌های بزرگ، گاهی مایه شرمندگی تلقی می‌شد.

#### نام «کین‌نوسوکه» و باورهای خرافی مرتبط
نام کین‌نوسوکه به دلیل یک باور خرافی رایج انتخاب شد. بر اساس این باور، اگر کودکی در روز کوشین (یکی از روزهای تقویم سنتی ژاپن) به دنیا می‌آمد، در آینده دزد بزرگی می‌شد. به همین دلیل، برای دور کردن بدشانسی، کاراکتر "金" (به معنای طلا یا فلز گرانبها) در نام او گنجانده شد.

#### ابتلا به آبله
در حدود سه‌سالگی، کین‌نوسوکه به بیماری آبله مبتلا شد. این بیماری نشانه‌هایی دائمی بر صورت او برجای گذاشت و این تأثیرات تا پایان عمر همراه او بود.

#### وضعیت اقتصادی خانواده
پدربزرگ او، ناتسومه نائوکی، فردی خوشگذران و ولخرج بود که با اسراف‌های خود، ثروت خانواده را نابود کرد. حتی گفته می‌شود که او بر اثر زیاده‌نوشی الکل درگذشت. با این حال، پدر کین‌نوسوکه، با تلاش فراوان توانست خانواده را از نظر مالی به ثبات برساند و ثروتی مناسب برای آن‌ها فراهم کند.

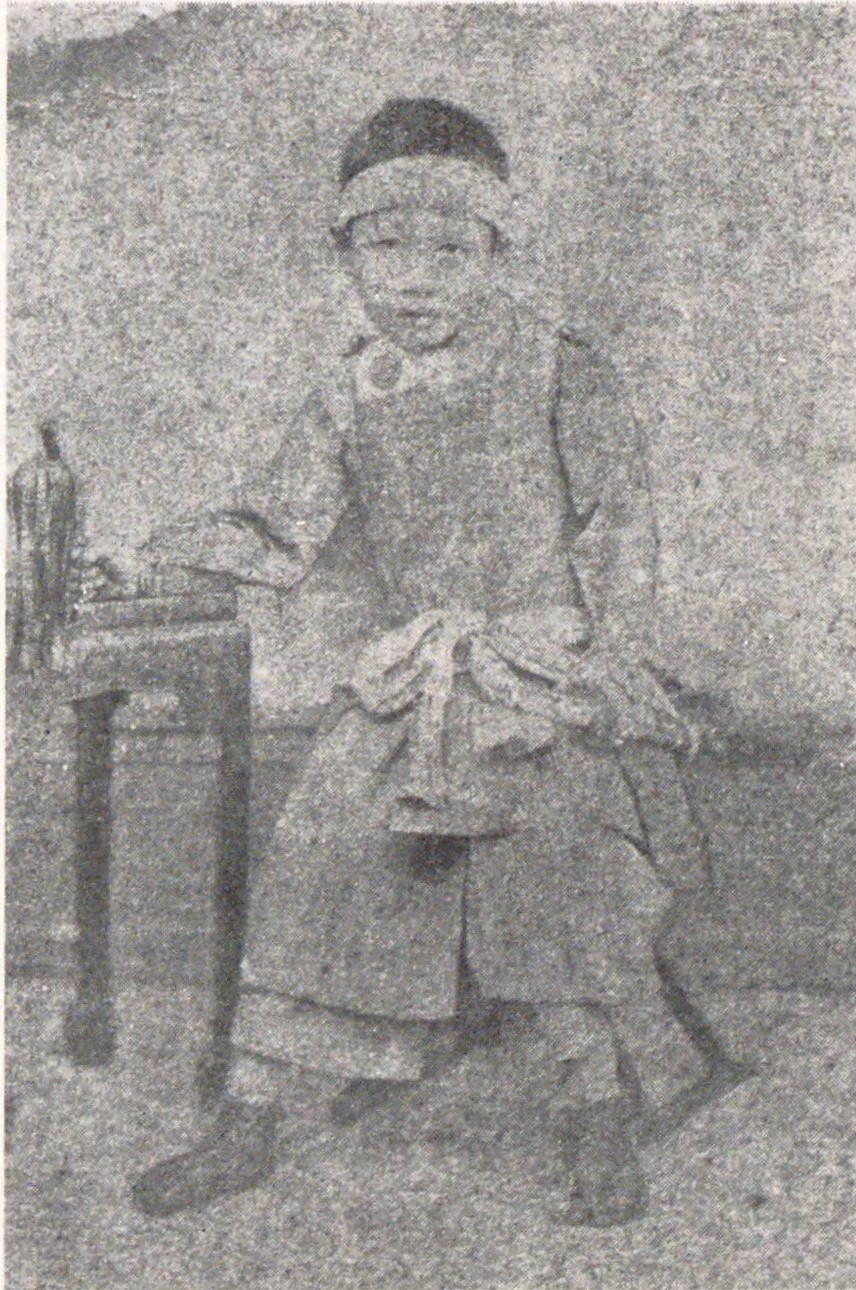
ناتسومه سوسه‌کی در پنج یا شش سالگی

#### دوران کودکی سخت
اگرچه وضعیت اقتصادی خانواده در دوره‌ای نسبتاً مطلوب بود، اما به دلیل آشفتگی‌های اجتماعی و اقتصادی پس از اصلاحات میجی، موقعیت خانواده به‌عنوان یک نانوشی رو به افول گذاشت. در نتیجه، کین‌نوسوکه پس از تولد به یک خانواده دیگر در یوتسویا سپرده شد. در روایتی آمده است که این خانواده، صاحب یک سمساری کوچک یا فروشگاه سبزیجات بودند. خواهر او که از دیدن شرایط سخت کین‌نوسوکه در کودکی بسیار ناراحت بود، او را که شب‌ها کنار اجناس مغازه می‌خوابید، به خانه بازگرداند. این واقعه نشان‌دهنده دشواری‌های اولیه زندگی سوسه‌کی است که بعدها بر دیدگاه فلسفی و اجتماعی او تأثیر گذاشت.

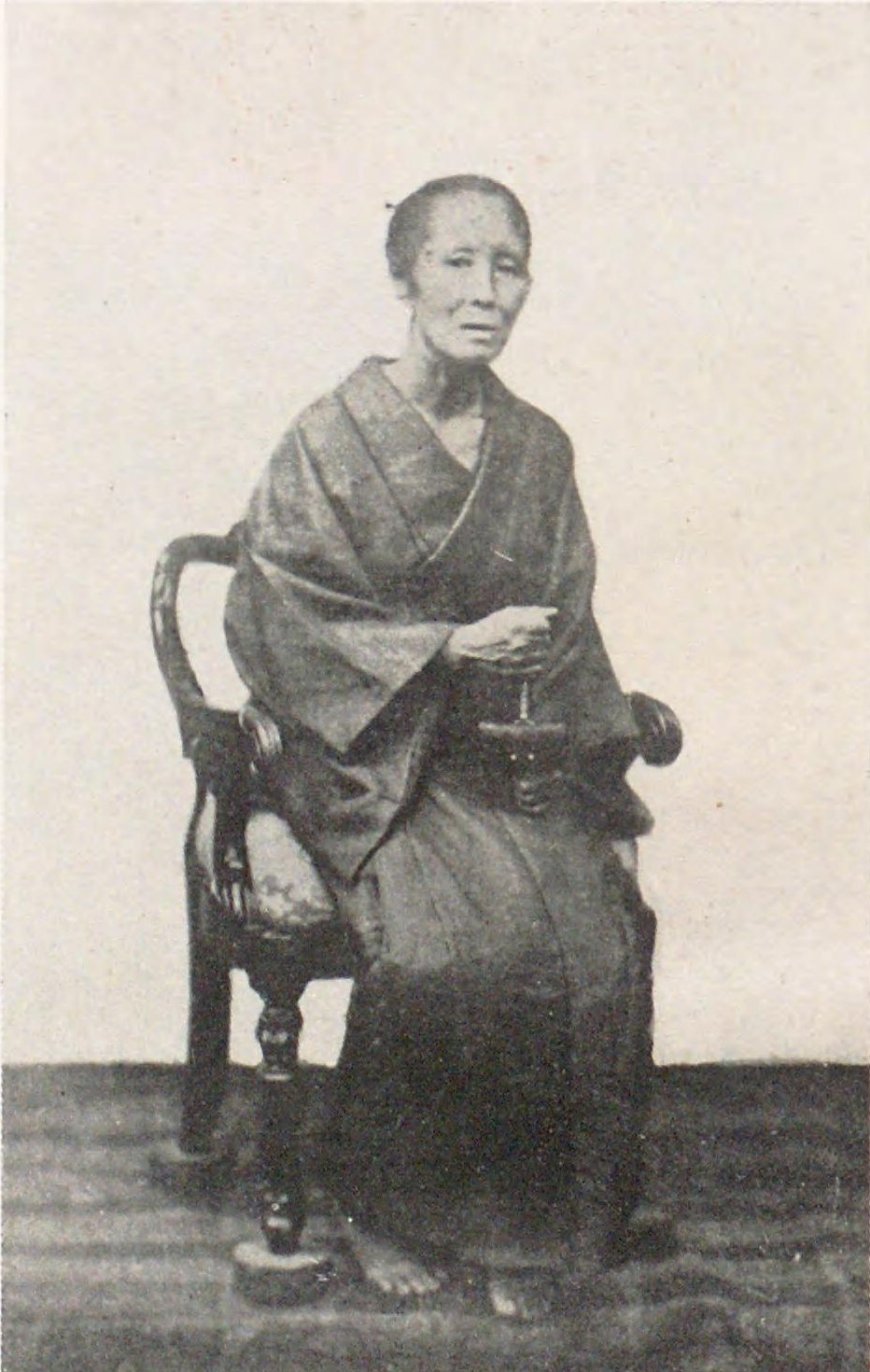
ناتسومه چیه - مادر ناتسومه سوسه کی

### دوران کودکی
ناتسومه سوسه‌کی در سن ۵ یا ۶ سالگی، در نوامبر ۱۸۶۸ (سال اول دوره میجی) به عنوان فرزند خوانده به خانواده شیوبارا ماسانوسوکه سپرده شد. شیوبارا مردی بود که به نائوکاتسو (پدر سوسه‌کی) خدمت می‌کرد. پدر کین‌نوسوکه شیوبارا را مردی مستعد در شغل خود و زندگی می‌دید. در نتیجه بعد از مدتی به او کمک کرد و با خرید سهام یک شرکت و آشنا کردن او با یکی دیگر از خدمت‌کاران سعی کرد به زندگی او سر و سامان دهد. شیوبارا به صورت پنهانی و دور از چشم همسر اصلی خود با این زن به نام “یاسو” که یکی از خدمتکاران بود، ازدواج کرد. فاش شدن این موضوع علاوه بر مشکلات خانوادگی شیوبارا، باعث بروز تنش در خانواده شد و در نتیجه، سوسه‌کی در سن ۷ سالگی به همراه مادرخوانده‌اش برای مدتی به خانه اصلی خود بازگشت. گفته می‌شود که تا مدتها، سوسه‌کی تصور می‌کرد که والدین واقعی‌اش، پدربزرگ و مادربزرگش هستند. در نهایت با طلاق والدین خوانده‌اش، سوسه‌کی در سن ۹ سالگی به خانه اصلی خود بازگشت که با استقبال خانواده مواجه نشد که این موضوع موجب شد اساس ناامنی و تنهایی بخشی جدایی‌ناپذیر از دوران کودکی او شود. همچنین به دلیل مشکلات عدیده پدر و پدرخوانده امکان تعویض مجدد نام خانوادگی او به ناتسومه تا ۲۱ سالگی امکان‌پذیر نشد. به این ترتیب، دوران کودکی سوسه‌کی پر از نوسانات و چالش‌ها بود. رابطه او با پدرخوانده‌اش تا زمان مرگ پدرش ادامه داشت و پدرخوانده‌اش هر از گاهی از او درخواست‌های مالی می‌کرد. این ارتباط در نهایت به موضوعی در رمان خودزندگی‌نامهای سوسه‌کی به نام «علف‌های جاده» تبدیل شد. در سال ۱۸۷۴ (سال هفتم دوره میجی)، سوسه‌کی در مدرسه ابتدایی توکودا در منطقه آساگوسا ثبت‌نام کرد و پس از آن به مدرسه‌های مختلفی از جمله مدرسه ایچیگایا و سپس به مدرسه نیشیکا منتقل شد. گفته می‌شود که هدف انتقال او به مدرسه نیشیکا، ورود به دبیرستان اول توکیو بوده است.

### دوران نوجوانی
ناتسومه سوسه‌کی در سن ۱۲ سالگی به مدرسه متوسطه اول توکیو (که اکنون به عنوان دبیرستان هیبیا شناخته می‌شود) وارد شد. در آن زمان، این مدرسه شامل دو بخش، یعنی بخش عادی و بخش خاص بود. در بخش عادی، دروس زبان انگلیسی که برای ورود به دانشگاه پیش‌نیاز بود، تدریس نمی‌شد. به همین دلیل، سوسه‌کی برای پیگیری مطالعات خود در زمینه ادبیات و زبان چینی، پس از دو سال تحصیل در سال ۱۸۸۱ (سال چهاردهم دوره میجی) از این مدرسه انصراف داد و به مدرسه خصوصی زبان چینی به نام نی‌شو گاکوشا (که اکنون به عنوان دانشگاه نی‌شو گاکوشا شناخته می‌شود) وارد شد. با این حال، او از ترس سرزنش برادر بزرگترش، ناتسومه دایسوکه، در فاصله زمانی پس از انصراف تا ثبت نام مجدد طبق معمول با وعده غذایی خانگی تظاهر به مدرسه رفتن می‌کرد. لازم است ذکر شود که در زمان انصراف سوسه‌کی چهارده ساله، مادر واقعی‌اش، چیه، فوت کرد و این واقعه تأثیر عمیقی بر روحیه او گذاشت که به نظر می‌رسد که این دو رویداد (انصراف از تحصیل و مرگ مادر) با هم مرتبط بودند. با این حال، در پانزده سالگی به ادبیات علاقه شدیدی نشان داد و این موضوع را با خانواده خود مطرح کرد اما به دلیل مخالفت برادر بزرگترش دایسوکه با پیگیری ادبیات، سوسه‌کی پس از یک سال از نی‌شوتسو گاکوشا نیز انصراف داد. دایسوکه که خود به دلیل بیماری نتوانسته بود از دانشگاه جنوبی فارغ‌التحصیل شود و در اداره پلیس توکیو به عنوان مترجم مشغول به کار بود، به کین‌نوسوکه امید داشت که با تحصیل در دانشگاه، نام خانوادگی ناتسومه را دوباره احیا کند. در سال ۱۸۸۳ (سال شانزدهم دوره میجی)، سوسه‌کی برای یادگیری زبان انگلیسی به مدرسه زبان انگلیسی سریتسو گاکوشا در کاندا سوروگادای رفت و در آنجا استعداد خود را نشان داد.

#### دوران پیش‌دانشگاهی
در سال ۱۸۸۴ (سال هفدهم دوره میجی)، سوسه‌کی موفق شد وارد دوره پیش‌دانشگاهی در مدرسه پیش‌دانشگاهی وارد شود. در روز امتحان ورودی، او از یکی از دوستانش که در کنار او نشسته بود، با تقلب پاسخ‌ها را دریافت کرد، اما آن دوست در نهایت قبول نشد. در دوران تحصیل در این دوره، سوسه‌کی با گروهی از دوستانش، از جمله ناکامورا کورکیو (که بعداً به عنوان رئیس شرکت راه‌آهن مانچوری شناخته می‌شود)، به تشکیل گروهی به نام “جونین‌کای (ده نفره)” پرداخت که شامل فارغ‌التحصیلان مدرسه سیتسوگاکوشا بودند. نام این افراد نام این افراد ناکامورا کورکیو، اوتا تاتسوتو، ساتو توموکوما، هاشیموتو ساگورو و ناکاگاوا کجورو بود. در سال ۱۸۸۶ (سال نوزدهم دوره میجی)، سوسه‌کی به دلیل ابتلا به آپاندیسیت نتوانست در امتحانات ارتقاء به مقطع دوم شرکت کند و به همراه کورمیچی رد شد. پس از آن، او در مدارس خصوصی مانند کوتو گیجوکو به تدریس مشغول و در زندگی مستقل شد. سوسه‌کی پس از این دوران، به تحصیل ادامه داد و در اکثر دروس، مقام اول را کسب کرد، به ویژه در زبان انگلیسی که در آن بسیار برجسته بود.

### ورود به دانشگاه امپریال

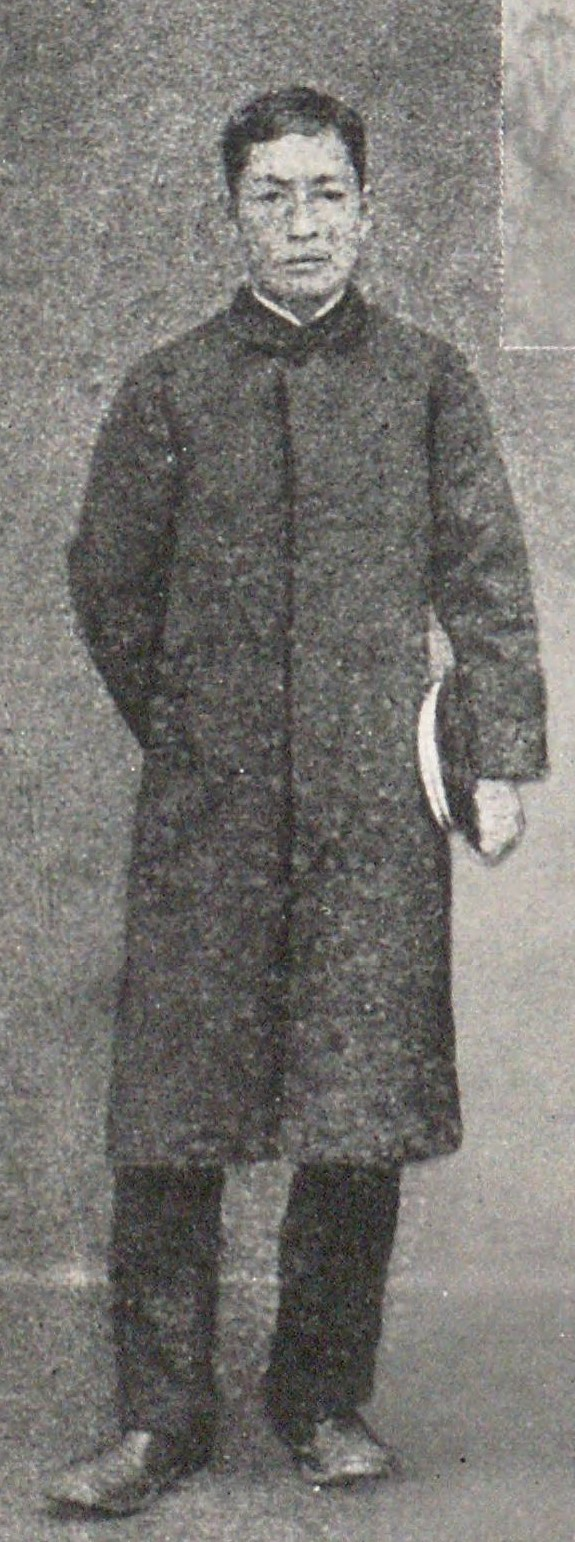
ناتسومه سوسه‌کی بین سال‌های ۱۸۸۴ تا ۱۸۸۸

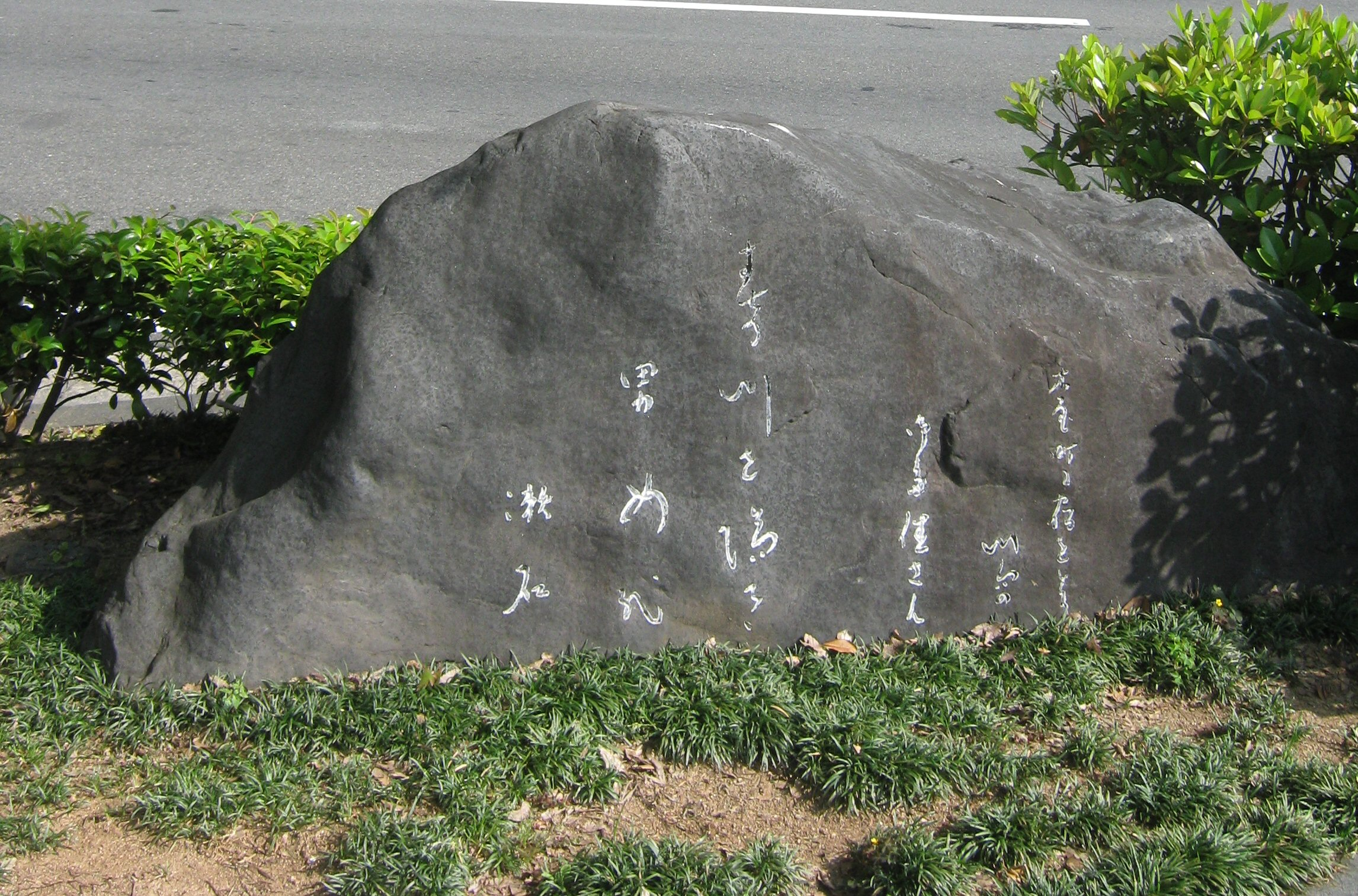
یادبود ناتسومه سوسه‌کی با هایکویی از او در شهر کیوتو

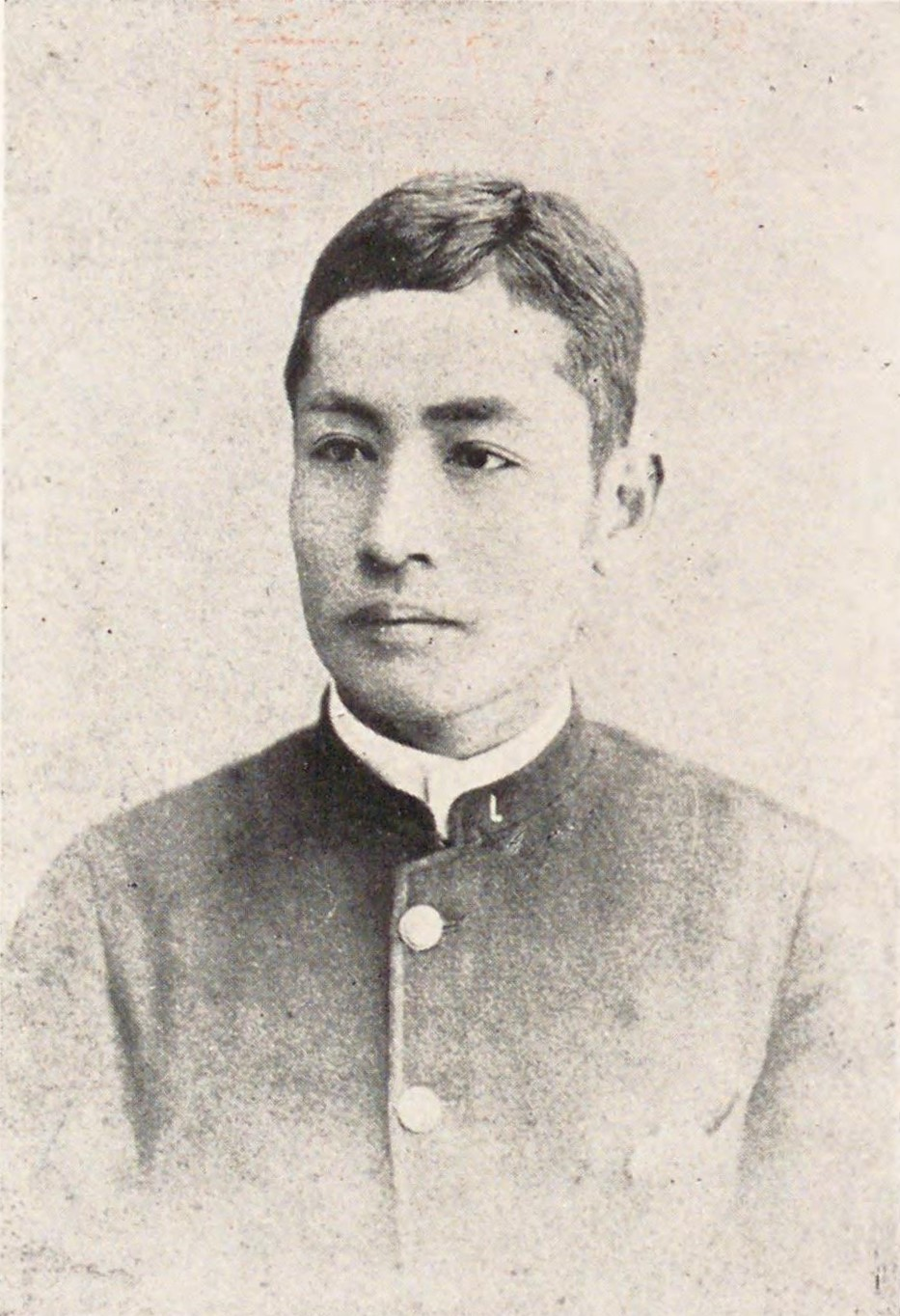
ناتسومه سوسه‌کی-دسامبر ۱۸۹۲

ناتسومه سوسه‌کی در سال ۱۸۹۰ (سال بیست و سوم دوره میجی) به دانشگاه امپریال (که بعداً به دانشگاه توکیو تغییر نام داد) در رشته ادبیات انگلیسی وارد شد. این رشته تازه تأسیس شده بود و سوسه‌کی تنها دانشجویی بود که در سال ۱۸۹۰ در این رشته ثبت‌نام کرد. تنها یک دانشجوی سال بالاتر از او وجود داشت و در سال‌های بعدی، دانشجویی به نام دُئی بانسوی نیز به این دانشگاه پیوست. گفته می‌شود که از این زمان به بعد، سوسه‌کی به افسردگی و خستگی روحی دچار شد. در مارس ۱۸۸۷ (سال بیستم دوره میجی)، سوسه‌کی برادر بزرگترش، دایسوکه را از دست داد و در ژوئن همان سال، برادر دیگرش، ناتسومه ای‌نوسکه را نیز از دست داد. همچنین، در سال ۱۸۹۱ (سال بیست و چهارم دوره میجی)، همسر برادر سومش، ناتسومه واسابورو، به نام تویو نیز فوت کرد. این سلسله مرگ‌های نزدیکان تأثیر عمیقی بر روحیه سوسه‌کی گذاشت. گفته می‌شود که او عاشق تویو بوده و به همین دلیل، تعدادی شعر در وصف احساساتش نسبت به او سروده است. در ژوئیه ۱۸۹۱ (سال بیست و چهارم دوره میجی)، سوسه‌کی به عنوان دانشجوی بورسیه‌ای انتخاب شد و به درخواست پروفسور ج. م. دیکسون، بخشی از کتاب «هوجوکی» را به زبان انگلیسی ترجمه کرد. در سال ۱۸۹۲ (سال بیست و پنجم دوره میجی)، برای فرار از خدمت سربازی، خانواده خود را رها کرد و به عنوان دانشجوی مهمان، به شهر ایوانای در هوکایدو نقل مکان کرد. از حدود ماه مه همان سال، او به عنوان مدرس در دانشگاه تخصصی توکیو (که اکنون به عنوان دانشگاه واسدا شناخته می‌شود) برای تأمین هزینه‌های تحصیلش مشغول به کار شد. سوسه‌کی و شیکی، شاعر معروف، گهگاه در اطراف واسدا با هم پیاده‌روی می‌کردند. شیکی در مقاله‌ای به نام «یک قطره جوهر» نوشت: «چیزی که در آن زمان مرا شگفت‌زده کرد این بود که سوسه‌کی نمی‌دانست برنجی که ما معمولاً می‌خوریم، از این دانه‌ها به دست می‌آید.» در تاریخ ۷ ژوئیه، سوسه‌کی از تعطیلات تابستانی دانشگاه استفاده کرده و به همراه شیکی به سفر به سمت کان‌سای رفت. آن‌ها با قطار شبانه از شینباشی حرکت کردند و در تاریخ ۸ به کیوتو رسیدند و دو شب در آنجا ماندند. در تاریخ ۱۰ در کوبه از شیکی جدا شده و در تاریخ ۱۱ به اوکایاما رسیدند. در اوکایاما، سوسه‌کی بیش از یک ماه در خانه خانواده همسر برادرش، کاتااوکا، اقامت کرد. در این مدت، نامه‌ای از شیکی دریافت کرد که در آن اعلام کرده بود به دلیل عدم قبولی در امتحانات پایان سال، قصد ترک تحصیل دارد. سوسه‌کی در همان روز بعدازظهر نامه‌ای به شیکی نوشت و او را تشویق به تغییر نظرش کرد و جمله‌ای از شعرش «اگر می‌خواهی آواز بخوانی، در شب کامل ماه بخوان، هوتوتوگیسو» را به نامه‌اش افزود. سپس در تاریخ ۱۰ اوت، اوکایاما را ترک کرده و به سمت شیکی در شهر ماتسویاما رفت. در خانه شیکی، سوسه‌کی با تاکاهاما کیوشی، که در آن زمان ۱۵ ساله بود و بعدها او را به سمت نویسندگی حرفه‌ای هدایت کرد، آشنا شد. شیکی در مارس ۱۸۹۳ (سال بیست و ششم دوره میجی) دانشگاه را ترک کرد.

#### ملاقات با ماسائوکا شیکی
ناتسومه سوسه‌کی در سال ۱۸۸۹ (سال بیست و دوم دوره میجی) با ماسائوکا شیکی، شاعر و نویسنده‌ای که تأثیرات ادبی و انسانی عمیقی بر سوسه‌کی گذاشت، آشنا شد. شیکی، که یکی از دوستان هم‌دوره سوسه‌کی بود، به عنوان یک شاعر معروف در زمینه‌های شعر چینی و هایکو شناخته می‌شد. در زمانی که مجموعه شعرهای شیکی به نام «هفت‌علف» در میان همکلاسی‌ها دست به دست می‌شد، سوسه‌کی نقدی به زبان چینی کلاسیک در انتهای این کتاب نوشت. این اقدام، آغازگر دوستی عمیق آن‌ها بود. در این زمان، سوسه‌کی برای اولین بار از نام مستعار «سوسه‌کی» استفاده کرد. نام «سوسه‌کی» از داستانی در کتاب «جین شو» در دوره تانگ گرفته شده است که به معنای «شستن دهان با سنگ و خوابیدن در جریان آب» است. این نام به‌طور ضمنی به معنای فردی با روحیه قوی و غیرمتعارف است. «سوسه‌کی» یکی از نام‌های مستعار متعدد شیکی بود که بعدها سوسه‌کی آن را از او دریافت کرد. در سپتامبر همان سال، سوسه‌کی سفر خود به منطقه بوشو (نیمه جنوبی شبه جزیره بوشو) را در قالب یک سفرنامه به زبان چینی کلاسیک تحت عنوان «چوب‌خرده‌نوشته» نوشت و از شیکی خواست تا نقدی بر آن بنویسد. این اقدام به تدریج به عمق روابط آن‌ها انجامید. شیکی با دیدن مهارت‌های سوسه‌کی در نوشتن به زبان چینی و شعرهای چینی، به شدت تحت تأثیر قرار گرفت. پس از این، ارتباط بین سوسه‌کی و شیکی تا زمان مرگ شیکی در سال ۱۹۰۲ (سال سی و پنجم دوره میجی) ادامه یافت، زمانی که سوسه‌کی در حال تحصیل در انگلستان بود.

### دوران بزرگسالی

#### تدریس زبان انگلیسی
در سال ۱۸۹۳ (سال بیست و ششم دوره میجی)، ناتسومه سوسه‌کی پس از فارغ‌التحصیلی از دانشگاه امپریال، به توصیه رئیس دانشکده ادبیات، شوایچی تویاما، به عنوان معلم زبان انگلیسی در مدرسه عالی معلمی منصوب شد. رئیس این مدرسه، جیگورو کانو، در مصاحبه‌ای از سوسه‌کی خواسته بود که به عنوان یک الگو برای دانش‌آموزان عمل کند. سوسه‌کی در پاسخ گفت: «گمان نمی‌کنم توانایی انجام چنین کاری را داشته باشم.» با اینکه او هیچ مشکلی در تدریس زبان انگلیسی احساس نمی‌کرد، اما در عین حال، با این واقعیت که او بیشتر در ادبیات انگلیسی تحقیق کرده و نه در زبان‌شناسی انگلیسی، دچار تضاد و تردید بود که این پاسخ را داد. علاوه بر این، در آن دوره او با مسائل عاطفی و همچنین مشکلات سلامتی مواجه بود؛ در فوریه ۱۸۹۴ (سال بیست و هفتم دوره میجی)، به سل مبتلا شد. این مسائل باعث شد که سوسه‌کی به شدت دچار خستگی عصبی و وسواس شود. به توصیه توراو سوگا، در پایان دسامبر همان سال، او برای درمان به معبد انکا در کاماکورا رفت و تحت آموزش ذن قرار گرفت، اما این درمان تأثیر چندانی نداشت.

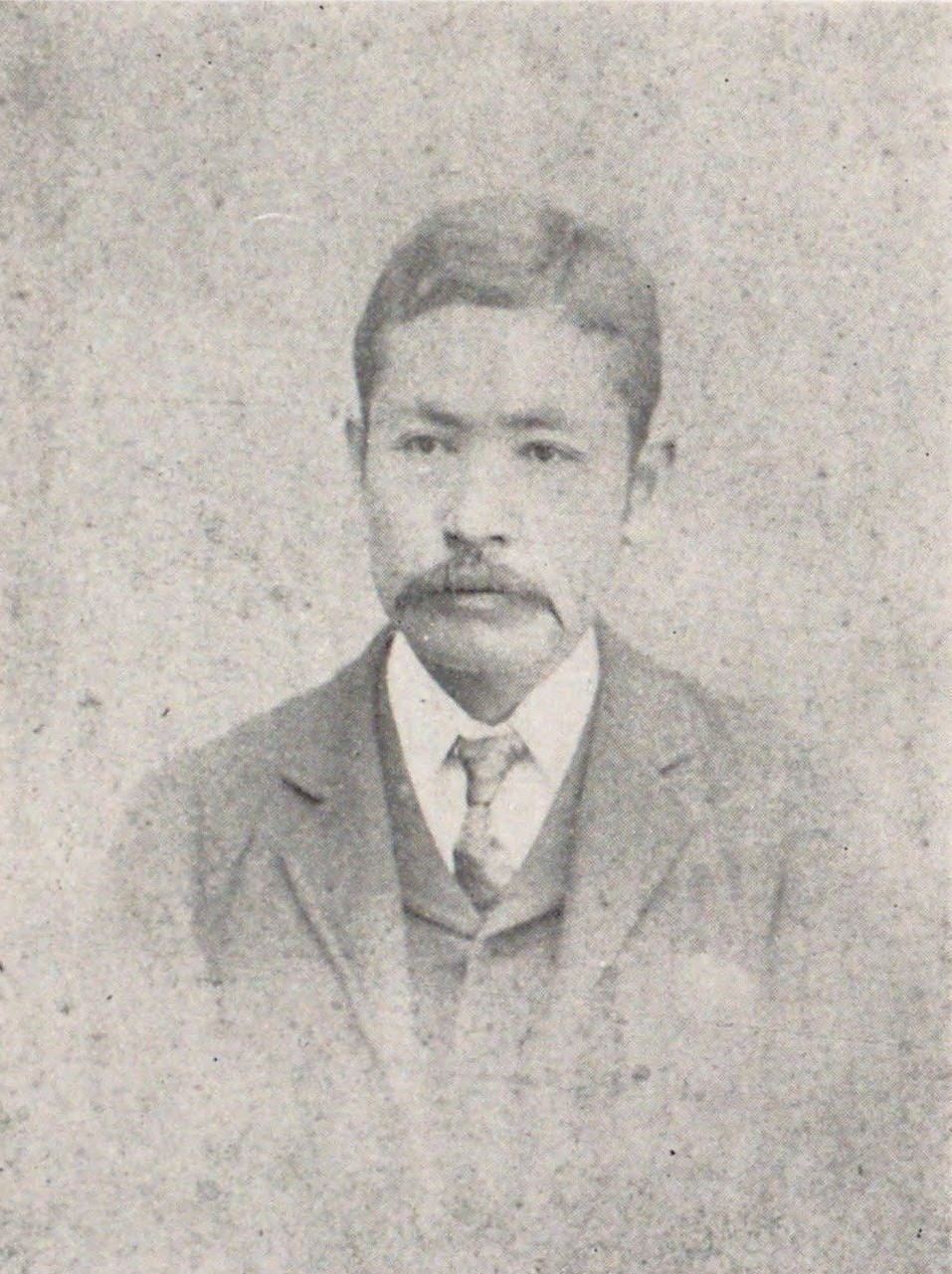
ناتسومه سوسه‌کی-مارچ ۱۸۹۴

#### تدریس زبان انگلیسی در مدرسه متوسطه اهیمه
در سال ۱۸۹۵ (سال بیست و هشتم دوره میجی)، سوسه‌کی به‌طور ناگهانی از مدرسه عالی معلمی استعفا داد و به کمک توراو سوگا، به عنوان معلم زبان انگلیسی در مدرسه متوسطه اهیمه (که در آن زمان به عنوان مدرسه متوسطه ماتسویاما شناخته می‌شد و اکنون به عنوان دبیرستان ماتسویاما شرقی شناخته می‌شود) منصوب شد. ماتسویاما زادگاه شیکی بود و سوسه‌کی در آنجا حدود دو ماه استراحت کرد. در این زمان، او با شیکی به تمرین هایکو پرداخت و به همراهی او آثار خوبی خلق کردند. در دوران تدریس، سوسه‌کی در «گودابوتسو آن» اقامت داشت و به مدت ۵۲ روز، شیکی نیز با او در آنجا زندگی کرد. آن‌ها به عضویت گروه شعر «شوفوکای» درآمدند و جلسات شعرخوانی برگزار کردند که بعدها بر ادبیات سوسه‌کی تأثیر گذاشت. در سال ۱۸۹۶ (سال بیست و نهم دوره میجی)، سوسه‌کی به عنوان معلم زبان انگلیسی در دبیرستان پنجم واقع در شهر کوماموتو (که پیش از آن به عنوان دانشگاه کوماموتو شناخته می‌شد) منصوب شد و حقوق ماهیانه‌اش ۱۰۰ ین بود. به توصیه بستگانش، او با کیوکو، دختر شیگه‌کازو ناکانه، رئیس دفتری پارلمان، ازدواج کرد. اما در سال سوم زندگی مشترک، کیوکو به دلیل نداشتن سازگاری با محیط جدید و سقط جنین دچار هیستری شد و چندین بار تلاش کرد تا خود را از پل شیراکاوا به پایین بیندازد. این مسائل باعث شد که زندگی زناشویی آن‌ها به خوبی پیش نرود. با این حال، سوسه‌کی در عرصه شعر نیز به فعالیت‌های خود ادامه داد و به شهرت رسید. در سال ۱۸۹۸ (سال سی و یکم دوره میجی)، دانش‌آموزان دبیرستان پنجم، از جمله تِرادا توراهی‌کو، سوسه‌کی را به عنوان مسئول خود انتخاب کردند و گروه شعر “شی‌می ایگینشاً را تأسیس کردند و سوسه‌کی به عنوان معلم هایکو در این گروه فعالیت کرد. این گروه تأثیر زیادی بر شعرهای هایکو در ناحیه کیوشو و کوماموتو گذاشت و شاعران بسیاری را تربیت کرد.

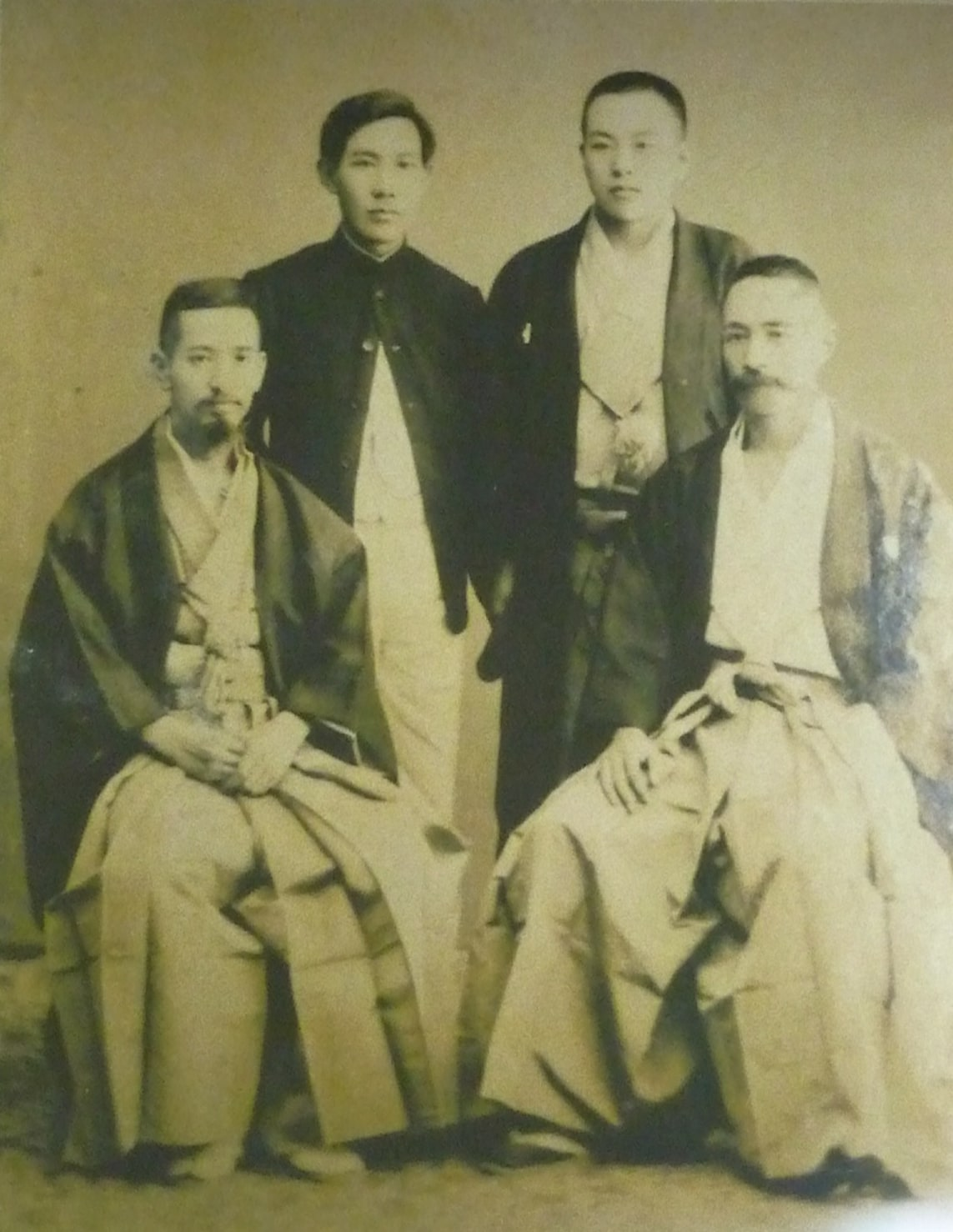
ناتسومه سوسه‌کی قبل از اعزام به لندن. سوسه‌کی در ردیف جلو در سمت راست و در سمت چپ او اوکا تایچیرو و در ردیف پشت، سمت چپ، تویاما سانریو و در سمت راست، کیمورا شینتا، دانش‌آموز دبیرستان پنجم قرار دارند

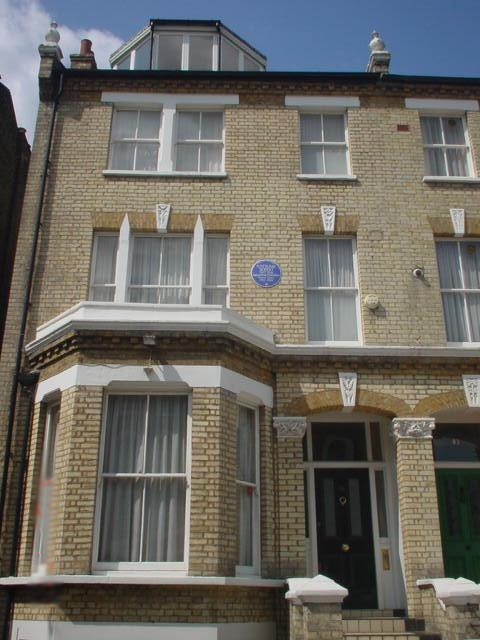
آخرین منزل ناتسومه سوسه‌کی حین اقامت او در لندن

#### تحصیل در انگلستان
در ماه مه ۱۹۰۰ (سال سی و سوم دوره میجی)، وزارت آموزش و پرورش ژاپن سوسه‌کی را به منظور تحقیق در زمینه روش‌های آموزش زبان انگلیسی (نه به منظور مطالعه ادبیات انگلیسی) به انگلستان فرستاد. او در تاریخ ۱۰ سپتامبر ژاپن را ترک کرد. در اولین گزارش به وزارت، سوسه‌کی نوشت که «با قیمت‌های بالا، زندگی بسیار دشوار است و با ۱۵ پوند هزینه تحصیل، احساس فقر می‌کنم.» او به مشکلات مالی در تأمین هزینه‌های زندگی اشاره کرد. سوسه‌کی به مطالعه آثار نویسندگانی چون مردیث و دیکنز پرداخت و از آنجا که کلاسها را بی‌ارزش می‌دید از شرکت در کلاس‌های ادبیات انگلیسی در دانشگاه کالج لندن انصراف داد و در کلاسهای خصوصی ویلیام جیمز کریگ، متخصص شکسپیر پرداخت و به تحقیق در مورد موضوع «نظریه ادبی» مشغول شد. با این حال، او دوباره دچار احساس عدم تناسب با مطالعه ادبیات انگلیسی شد و این موضوع باعث تشدید خستگی عصبی او گردید. سوسه‌کی در یادداشتی نوشت: «شب هنگام، در طبقه سوم خوابگاه، به فکر آینده ژاپن می‌افتم…» در این مدت، او مقاله‌ای به نام «برج لندن» را در هنگام بازدید از برج لندن نوشت. در این اثر درباره احساس خود زا نخصستین روزهای حضور در لندن می‌نویسد:
((گویی خرگوش گوتن‌با را در جای شلوغی مثل نیهون‌باشی رها کرده باشند.))
که گوتن‌با منطقه‌ای در دامنه کوه فوجی و نیهون‌باشی محله‌ای پرازدحام در توکیو آن زمان است. همچنین او از دوران اقامتش در لندن به عنوان سخت‌ترین روزهای زندگی‌اش یاد می‌کند و می‌نویسد:
((... من در میان جنتلمن‌های انگلیسی مثل سگی مفلوک در میان گله‌ای از گرگ‌ها بودم.))
در سال ۱۹۰۱ (سال سی و چهارم دوره میجی)، سوسه‌کی با شیمیدانی به نام کیکونائه ایگیدا، به مدت دو ماه هم‌خانه شد و از این تجربه انگیزه جدیدی گرفت. او به تنهایی در خوابگاه به تحقیق و مطالعه مشغول شد و این باعث شد که ارتباطاتش با دیگر دانشجویان خارجی کم‌رنگ شود. سوسه‌کی گزارشی به وزارت آموزش و پرورش ارسال کرد که در آن به وضعیت روحی و جسمی خود اشاره کرد و به گفته دُئی بونسو، وضعیت او به حدی نگران‌کننده بود که زن صاحب خوابگاه نگرانش شده بود. او دچار «خستگی عصبی شدید» گردید. در سپتامبر ۱۹۰۲، زمانی که دوستانش به دیدنش آمدند، بحث‌هایی در مورد ضرورت بازگشت زودهنگام او به ژاپن مطرح شد و شایعاتی مبنی بر «جنون سوسه‌کی» در وزارت آموزش و پرورش پخش شد. سوسه‌کی به سرعت به بازگشت به وطن فراخوانده شد و در تاریخ ۵ دسامبر همان سال، لندن را ترک کرد. در کشتی بازگشت، او به‌طور تصادفی با سایتو کیچی، روان‌پزشکی که از تحصیل در آلمان فارغ‌التحصیل شده بود، هم‌سفر شد. خانواده سوسه‌کی با اطلاع از هم‌سفر بودن او با یک روان‌پزشک، نگران شدند که این به دلیل بیماری روانی سوسه‌کی باشد. آخرین خوابگاه سوسه‌کی در لندن، در سال ۱۹۸۴ موزه یادبود سوسه‌کی توسط ایکو تسونماتسو تأسیس شد. این موزه شامل نمایش آثاری از سوسه‌کی، افرادی که با او ملاقات کرده بودند و کتاب‌هایی که خوانده بود، بود و به‌طور عمومی بازدید می‌شد. اما به دلیل تأثیرات ناشی از خروج بریتانیا از اتحادیه اروپا، این موزه در سپتامبر ۲۰۱۶ بسته شد. با این حال، به درخواست شدید طرفداران سوسه‌کی، در تاریخ ۸ مه ۲۰۱۹، در بخشی از خانه تسونماتسو این موزه یادبود در حومه لندن بازسازی و دوباره افتتاح شد.

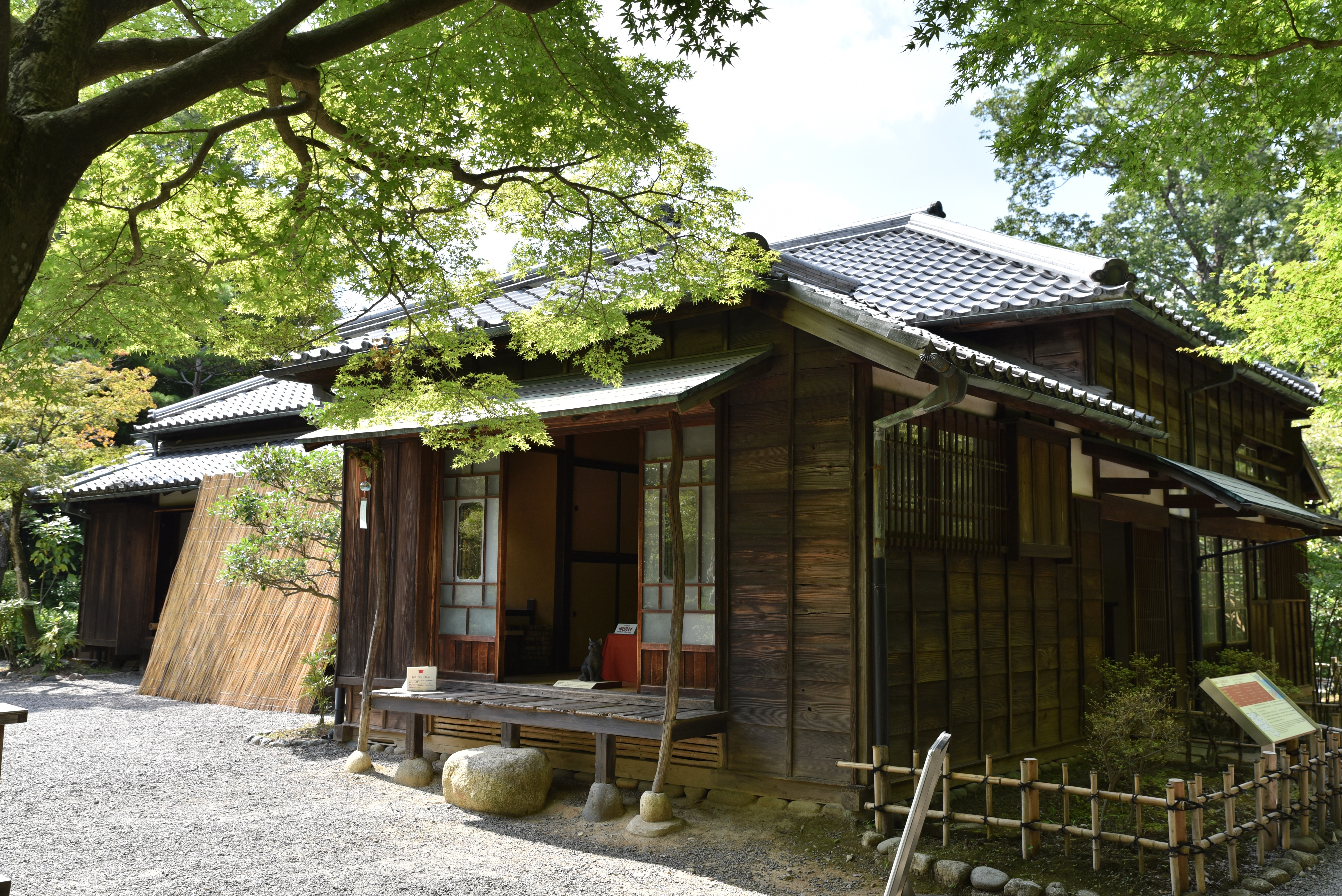
منزل سوسه‌کی بعد از بازگشت به ژاپن (قبل از او موری اوگای در این خانه زندگی می‌کرده است)

#### بازگشت به وطن و تدریس
ناتسومه سوسه‌کی در تاریخ ۲۰ ژانویه ۱۹۰۳ (سال سی و ششم دوره میجی) از انگلستان به ژاپن بازگشت. در تاریخ ۳ مارس همان سال، او به آدرس ۵۷، محله سنداکی‌چو، منطقه هونگو، توکیو منتقل شد (این مکان به عنوان «خانه گربه» شناخته می‌شود، در منطقه مکی‌او، در حال حاضر، این مکان به عنوان ساختمان انجمن فارغ‌التحصیلان دانشگاه پزشکی ژاپن شناخته می‌شود و در محوطه آن یک یادبود وجود دارد). در پایان همان ماه، او از سمت خود به عنوان استاد در دبیرستان پنجم استعفا داد. در آوریل همان سال، سوسه‌کی به عنوان استاد در دبیرستان اول و دانشگاه امپریال توکیو منصوب شد (حقوق سالانه او در دبیرستان ۷۰۰ ین و در دانشگاه ۸۰۰ ین بود). در آن زمان، رئیس دبیرستان اول، دوست نزدیک سوسه‌کی، کانو کوکیچی بود. سوسه‌کی در دانشگاه امپریال توکیو به عنوان جانشین لافکادیو هرن تدریس کرد. اما در مقایسه با سبک تدریس شاعرانه و جذاب هرن، که به محض شروع به صحبت کلاس را در فضایی شاعرانه غرق می‌کرد، سبک تحلیلی و خشک سوسه‌کی مورد انتقاد قرار گرفت. این موضوع باعث شد که دانشجویان اقدام به راه‌اندازی حرکتی برای نگه‌داشتن یاکومو در سمت خود کنند و برخی از آن‌ها به صورت غیررسمی از سوسه‌کی انتقاد کرده و او را به باد انتقاد بگیرند. برخی از دانشجویان، مانند کواوادا جون، به این نتیجه رسیدند که «بدون آقای هرن در این رشته، چیزی برای یادگیری وجود ندارد» و به رشته حقوق تغییر رشته دادند. در آن زمان، یکی از دانش‌آموزان سوسه‌کی، فوجیمورا میسائو چند روز پس از آنکه سوسه‌کی به خاطر رفتار نامناسبش او را توبیخ کرد، در آبشار کگون خود را غرق نمود. این واقعه باعث شد که شایعاتی در میان دانش‌آموزان دبیرستان و همکارانش و همچنین در میان روشنفکران مبنی بر اینکه «سوسه‌کی باعث مرگ فوجیمورا شده است» پخش شود. سوسه‌کی در رمان خود «ما گربه هستیم» به‌طور شوخی به فوجیمورا اشاره کرده و در رمان «بالش علفی» نیز به او اشاره کرده و این کار او را مورد شماتت قرار داده است. سوسه‌کی به دلیل این شایعات و فشارهای ناشی از این حادثه دچار اضطراب و خستگی عصبی شد و در کلاس‌ها و خانه به‌طور مکرر دچار خشم و عصبانیت می‌شد. این وضعیت باعث افزایش غیبت‌ها و تدریس‌های جانشین در کلاس‌هایش شد و او به مدت حدود دو ماه از همسرش جدا زندگی کرد. در سال ۱۹۰۴ (سال سی و هفتم دوره میجی)، او تا حدی آرامش خود را بازیافت و به عنوان استاد در دانشگاه میجی نیز مشغول به کار شد (با حقوق ماهیانه ۳۰ ین).

### مرگ

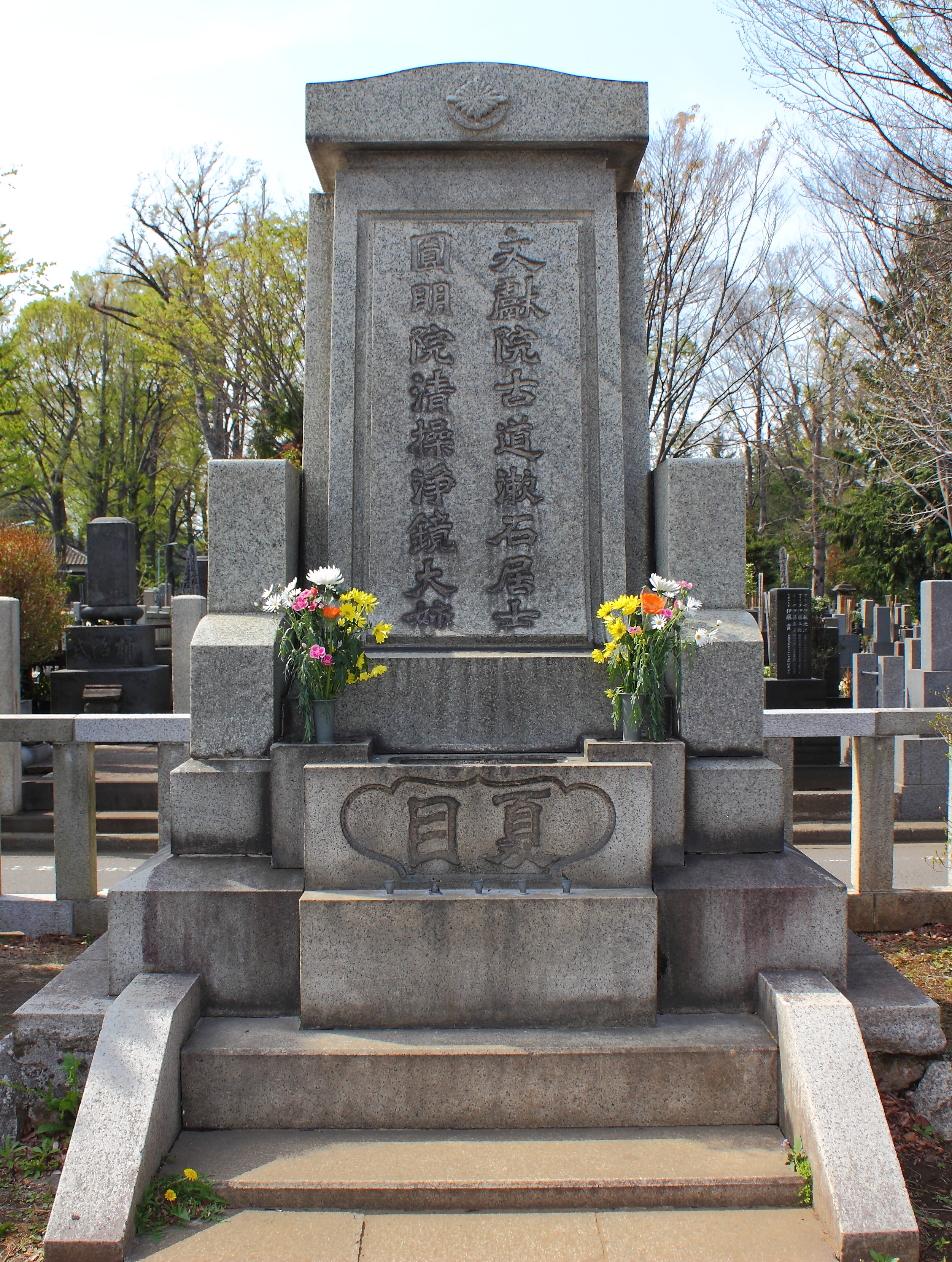
مقبره ناتسومه سوسه‌کی در قبرستان زوشی‌گایا

### درگذشت ناتسومه سوسه‌کی
در ماه مارس ۱۹۱۵ (سال چهارم دوره تایشو)، ناتسومه سوسه‌کی به سفر به کیوتو رفت و در آنجا بعد از خوردن بادام‌زمینی به دلیل عود زخم معده‌اش برای پنجمین بار دچار مشکل شد. از تاریخ ۳ ژوئن، او به یادآوری شرایطی که در زمان نوشتن «ما گربه هستیم» داشت، پرداخت و نوشتن داستان «دوچو» را آغاز کرد. در سال ۱۹۱۶ (سال پنجم دوره تایشو)، او به دیابت نیز مبتلا شد. در همان سال، پس از شرکت در مراسم ازدواج تاتسونو تاکاشی، در تاریخ ۹ دسامبر دچار خونریزی داخلی شد و در حین نوشتن رمان «گرگ و میش» در خانه‌اش درگذشت. او در سن ۵۰ سالگی (۴۹ سال و ۱۰ ماه) فوت کرد. آخرین جمله‌های او به این صورت نقل شده است که در حالی که پیراهن خوابش را باز کرده بود، فریاد زد: «اینجا آب بریزید، اگر بمیرم، بد می‌شود.» با این حال، وقتی دختر چهارمش، آیکو، شروع به گریه کرد و همسرش، کیوکو، او را آرام کرد، سوسه‌کی به او گفت: «اگر گریه کنی مشکلی ندارد.» این جمله نیز به عنوان آخرین کلمات او شناخته می‌شود. روز بعد از مرگش، جسد او در دانشکده پزشکی دانشگاه امپریال توکیو توسط ناگایو ماتارو مورد کالبدشکافی قرار گرفت. در این کالبدشکافی، مغز و معده‌اش خارج و اهدا شد. مغز او که اکنون در اتانول نگهداری می‌شود، در دانشکده پزشکی دانشگاه توکیو ذخیره شده و وزن آن ۱۴۲۵ گرم بوده است. نام مذهبی او “بون‌کن این کودو سوسه‌کی کوجی” بود. جسد او در مراسمی سوزانده شد. آرامگاه او در قبرستان زوشی‌گایا در منطقه تسوشیما، در توکیو (شماره ۱ ردیف ۱۴، قطعه ۳) قرار دارد.

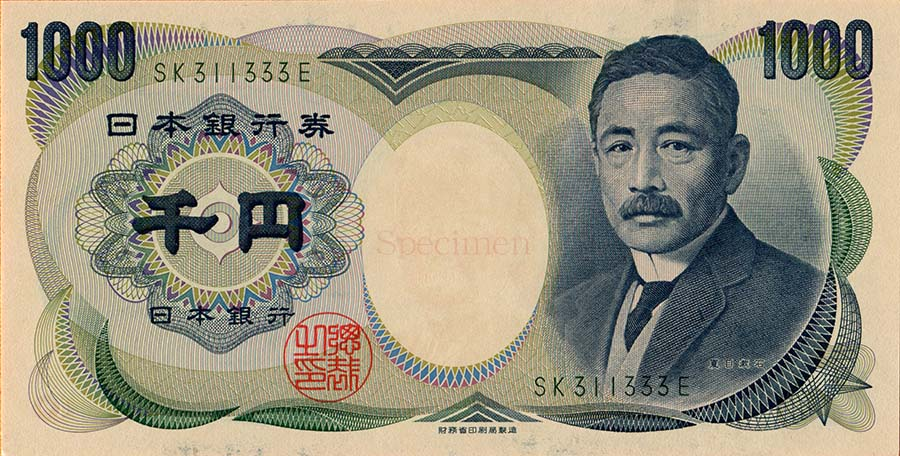
اسکناس هزار ینی که عکس ناتسومه سوسه‌کی بر آن چاپ شده است

#### یادبودها
تصویر ناتسومه سوسه‌کی از سال ۱۹۸۴ (سال ۵۹ دوره شووا) تا ۲۰۰۴ (سال ۱۶ دوره هیسی) بر روی اسکناس هزار ینی ژاپنی چاپ شده است.

## آثار

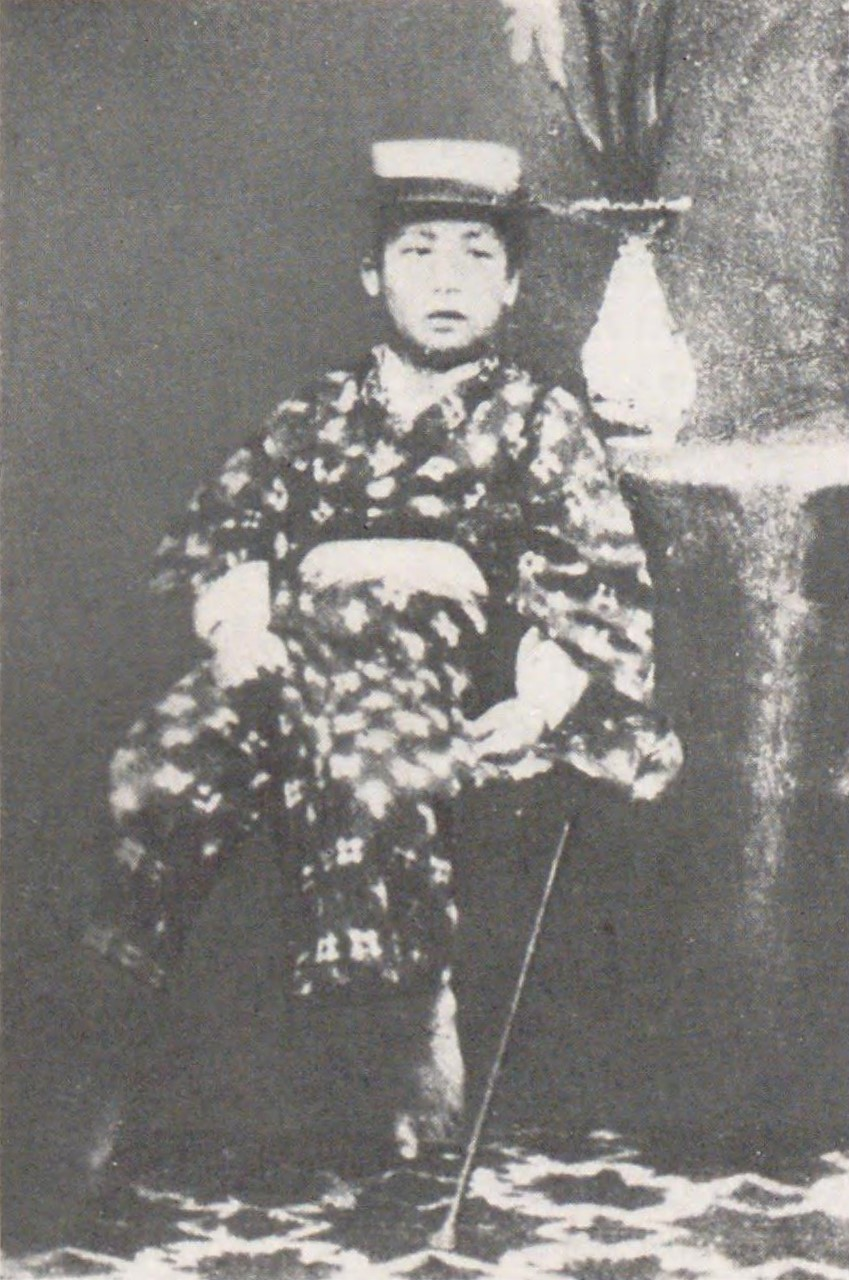
ناتسومه سوسه‌کی در ۱۱–۱۲ سالگی

#### نگارش آثار «ما گربه هستیم» و «بوچّان»
در سال ۱۹۰۶ (سال سی و نهم دوره میجی)، ناتسومه سوسه‌کی به توصیه تاکاهاما کیوشی، برای درمان افسردگی، شروع به نوشتن کرد و اثر اولیه خود به نام «ما گربه هستیم» را خلق کرد. در زمانی که سبک ناتورالیسم یکه‌تاز سبک‌های ادبی در ژاپن بود و نویسندگان خود را به عنوان شخصیت‌های اصلی داستان می‌گذاشتند ناتسومه سوسه‌کی با نگاهی تیزبینانه و متفاوت شخصیت اصلی اثر خود را یک گربه بی‌نام در نظر گرفت که نگاهی از بالا به انسان‌ها داشت و با لحنی پرتمطراق صحبت می‌کند. سوسه‌کی با این اثر دیگر نویسندگان را به سخره گرفت و به گونه‌ای به آن‌ها نشان داد نگاهی متفاوت و از بالا به آن‌ها دارد.این اثر برای اولین بار در جلسه‌ای از گروه شعر «یاما کای» که تحت سرپرستی شیکی برگزار می‌شد، ارائه شد و با استقبال خوبی روبرو گردید. در ژانویه ۱۹۰۵ (سال سی و هشتم دوره میجی)، این داستان به عنوان یک داستان کوتاه در نشریه «هوتوتوگیسو» منتشر شد و به دلیل استقبال خوب خوانندگان، سوسه‌کی تصمیم به نوشتن ادامه داستان گرفت. از این زمان به بعد، او که به شدت آرزوی نویسنده شدن را در سر می‌پروراند و به سرعت آثار دیگری مانند «برج لندن» و «بوچّان» را منتشر کرد و به عنوان یک نویسنده محبوب شناخته شد. آثار سوسه‌کی عموماً حاوی عناصری از نوعی فلسفه زندگی به نام «تیکایشومی» هستند که سوسه‌کی خود آن را ابداع کرده است. این فلسفه بر این اساس است که انسان باید از زندگی روزمره فاصله بگیرد و به آرامی به زندگی نگاه کند. این رویکرد به شدت با گرایش‌های طبیعتگرا (ناتورالیستی) که در آن زمان در ادبیات ژاپن غالب بود، در تضاد بود و به عنوان یک رویکرد «ضدناتورالیستی» شناخته می‌شد. در سال ۱۹۰۶، سوسه‌کی به خانه‌ای در سنداگی نقل مکان کرد که در آنجا نویسندگانی چون کومیا تویوتاکا، سوزوکی میه‌کیچی و موری‌تا سوهی نیز رفت و آمد داشتند. با افزایش شهرت سوسه‌کی به عنوان یک نویسنده، تعداد مهمانان او نیز افزایش یافت و این امر به کار او آسیب می‌زد. سوزوکی روزهای پنج‌شنبه را به عنوان روز ملاقات تعیین کرد و این روز به مکانی برای جمع شدن بسیاری از شاگردان سوسه‌کی و گفتگو تبدیل شد. این جمع‌ها به تدریج به نام «گردهمایی پنجشنبه» شناخته شدند. طبق نامه‌ای که در تاریخ ۸ اکتبر ۱۹۰۶ نوشته شده، این جمع‌ها از ۱۱ اکتبر آغاز شده‌اند. در دسامبر همان سال، سوسه‌کی از خانه‌اش در سنداگی به آدرس ۱۰–۷، نیشی‌کاتا، منطقه هونگو (اکنون در منطقه بونکیو، شماره ۱-۱۲-۸) نقل مکان کرد.

#### ورود به روزنامه آساهی
در فوریه ۱۹۰۷ (سال چهلم دوره میجی)، ناتسومه سوسه‌کی تمامی مشاغل آموزشی خود را ترک کرد و به درخواست ایکه‌به سانزان، به روزنامه آساهی پیوست. حقوق ماهانه او در این روزنامه ۲۰۰ ین بود. در آن زمان، روزنامه‌ها به دلیل جنگ روسیه و ژاپن، به سرعت در حال افزایش تیراژ بودند و برای جلوگیری از کاهش فروش پس از پایان جنگ، به انتشار ادبیات جدی تمایل پیدا کرده بودند. سوسه‌کی از دو روزنامه یومیوری و اوساکا آساهی دعوت به همکاری دریافت کرده بود. با این حال، به دلیل اینکه شرط استخدام در اوساکا آساهی شامل نقل مکان به کان‌سای بود، سوسه‌کی با این شرط مخالفت کرد و در نهایت تصمیم بر این شد که به روزنامه آساهی توکیو بپیوندد و در هر دو روزنامه اوساکا و توکیو به انتشار آثارش بپردازد. همچنین، در آن زمان، کارانو کوایچی، که به عنوان اولین رئیس دانشکده ادبیات در دانشگاه امپریال کیوتو منصوب شده بود، از سوسه‌کی دعوت کرد که به عنوان استاد زبان انگلیسی به آنجا بپیوندد، اما سوسه‌کی این پیشنهاد را رد کرد و به‌طور جدی شروع به فعالیت به عنوان یک نویسنده حرفه‌ای کرد. در ژوئن همان سال، سوسه‌کی اولین اثر خود به عنوان نویسنده حرفه‌ای به نام “گل‌های وحشی” را آغاز کرد. در حین نوشتن این اثر، او از مشکلاتی چون خستگی عصبی و بیماری معده رنج می‌برد. در سپتامبر همان سال، سوسه‌کی به آدرس ۷، محله واسدا، منطقه اوشی‌کومه (که به عنوان «سوسه‌کی آن» شناخته می‌شود) نقل مکان کرد. در تاریخ ۲۳ مارس ۱۹۰۸ (سال چهل و یکم دوره میجی)، سوسه‌کی به دنبال ماجرای خودکشی نافرجام یکی از شاگردانش، موری‌تا سوهی، با آکیکو هیراتسوکا (که به نام هیراتسوکا رایچو نیز شناخته می‌شود) در شیوبارا، در استان توچیگی، مشغول به کار شد (که به عنوان «حادثه شیوباراً شناخته می‌شود). در سال ۱۹۰۹ (سال چهل و دوم دوره میجی)، به دعوت دوست نزدیکش، ناکامورا کورکیو، که رئیس راه‌آهن مانچوریا بود، به مانچوریا و کره سفر کرد. گزارش این سفر در روزنامه آساهی تحت عنوان “مناطق مختلف مانچوریا و کره» منتشر شد. در ماه اکتبر همان سال، در راه بازگشت از سفر به مانچوریا، سوسه‌کی به دیدار هاسگاوا نیوزکان، که در اوساکا زندگی می‌کرد، رفت و در این سفر به یک رستوران در هامادرا نیز سر زد.

#### سه‌گانه اولیه: «سانشیرو»، «پس از آن» و «دروازه»
در ژوئن ۱۹۱۰ (سال چهل و سوم دوره میجی)، ناتسومه سوسه‌کی در حال نگارش سومین اثر از سه‌گانه اولیه‌اش به نام «دروازه» بود که به دلیل ابتلا به زخم معده به بیمارستان گین‌یو بستری شد. در آگوست همان سال، به توصیه یکی از شاگردانش، ماتسونه تویوجو، برای درمان به شهر شوزنجی در ایزو سفر کرد و در مهمان‌خانه کیکویا به درمان خود ادامه داد. اما در آنجا دچار بیماری او دوباره عود کرد و به شدت خونریزی داشت. طوری که حدود ۸۰۰ گرم خون از دست داد و به حالت بحرانی و نزدیک به مرگ افتاد. این واقعه به عنوان «بیماری بزرگ شوزنجی» شناخته می‌شود. تجربه موقتی «مرگ» در این زمان تأثیر عمیقی بر آثار بعدی سوسه‌کی گذاشت. خود سوسه‌کی در کتاب «به یاد آوردن چیزها» به این واقعه اشاره کرده است. گفته می‌شود که در سال‌های پایانی زندگی‌اش، سوسه‌کی به دنبال ایده «نُکوتن کُوشی» بود که به معنای رها کردن خود و توجه به دیگران است و این وضعیت روحی را به تصویر می‌کشد. در اثر «درون در شیشه‌ای» نیز عواطف واقعی و حقیقی سوسه‌کی را می‌توان مشاهده کرد. در اکتبر همان سال، وضعیت سوسه‌کی بهبود یافت و به بیمارستان گین‌یو بازگشت و دوباره بستری شد. او در سال‌های بعد نیز بارها از زخم معده و دیگر بیماری‌ها رنج برد.

#### سه‌گانه پایانی: «تا آنسوی زندگی»، «مسافر» و “کوکورو”
در اوت ۱۹۱۱ (سال چهلم و چهارم دوره میجی)، پس از یک سخنرانی در منطقه کان‌سای، ناتسومه سوسه‌کی به دلیل عود زخم معدهاش به بیمارستان گوارش اوساکا بستری شد. پس از بازگشت به توکیو، او به دلیل ابتلا به بواسیر (هموروئید) تحت درمان قرار گرفت. در سپتامبر ۱۹۱۲ (سال اول دوره تای‌شو)، سوسه‌کی برای بار دیگر تحت عمل جراحی بواسیر قرار گرفت. در دسامبر همان سال، به دلیل بیماری، برای اولین بار نوشتن رمان «مسافر» را متوقف کرد. در سال ۱۹۱۳ (سال دوم دوره تایشو)، سوسه‌کی تا حدود ماه ژوئن از خستگی عصبی و زخم معده رنج می‌برد. در سپتامبر ۱۹۱۴ (سال سوم دوره تای‌شو)، او به دلیل عود زخم معده برای چهارمین بار به بستر بیماری افتاد. در سال‌های پایانی زندگی‌اش، سوسه‌کی به نوشتن ادامه داد این در در حالی بود که با بیماری‌های متعدد دست و پنجه نرم می‌کرد. آثار او به بررسی خودخواهی انسانی پرداخته و به سه‌گانه پایانی معروف به «تا آنسوی زندگی»، «مسافر» و «کوکورو» منتهی می‌شود.

## ناتسومه سوسه‌کی و مدرنیته
توجه به سویه‌ی تلخ و تاریک تمدن یکی از مضامین اصلی آثار ناتسومه است که در بسیاری از کارهای داستانی و غیرداستانی او به نحوی مطرح می‌شود. بر اساس یادداشت‌ها و خاطرات به جا مانده از ناتسومه می‌توان چنین نتیجه گرفت که این نوع نگاه به غرب و فرهنگ و تمدن غربی از زمانی که در لندن ساکن شد در او شکل گرفته است و او در داستان بالش علفی (۱۹۰۶) برای توصیف مدرنیته از استعاره‌ی قطار استفاده می‌کند:
((... قطار صدها انسان را در مکعب‌های آهنی فشرده می‌سازد و نعره‌زنان می‌شتابد. رحم و عطوفتی ندارد. انسان‌های به هم فشرده شده همه با سرعتی واحد به مقصدی واحد رسانده می‌شوند. من می‌گویم آدم در قطار بارگیری می‌شود. می‌گویند آدم با قطار مسافرت می‌کند. من می‌گویم آدم با قطار حمل می‌شود. هیچ چیز به اندازه قطار فردیت بشر را تحقیر نکرده است.))
یا در داستان مسافر (۱۹۱۲) از زبان ایچی‌رو ناگانو استاد دانشگاه به برادر کوچکترش می‌گوید:
((... جامعه‌ی امروز ژاپن و شاید حتی جوامع غربی به گونه‌ای شده‌اند که فقط افراد زیرک و سطحی می‌توانند در آن زندگی کنند.))
ناتسومه که به تمدن غربی خوش‌بین نیست، تقلید چشم و گوش بسته ژاپنی‌ها از غرب را سرچشمه بسیاری از مشکلات ژاپن می‌داند. او در مقاله‌ای با عنوان ((جریان ادبی پس از جنگ (جنگ ژاپن و روسیه از ۱۹۰۴ تا ۱۹۰۵) )) می‌نویسد:
... ما بابت وام‌گیری فرهنگ ماتریالیسیتی غربی هزینه گزافی پرداخته‌ایم. همه چیز حتی آدابمان، رفتارمان، رسوماتمان و طریقه غذا خوردنمان تغییر کرده است... نتیجه‌ی همه‌ی این‌ها آن شده که ما خود را هماورد غرب نمی‌بینیم و گمان می‌کنیم در همه چیز باید از آن‌ها بیاموزیم و تقلید کنیم... همیشه وقتی اوضاع چنین می‌شود گرایش‌های واکنشی سر برمی‌آورند. ملی‌گرایی افراطی که اخیرا شاهد آن هستیم نیز واکنشی به همین خود‌کم‌بینی بود.
ناتسومه با این که تقلید را اساس مشکلات مردم ژاپن می‌داند، اما بین تقلید در علوم و تقلید در آداب و رسوم تفکیک قائل می‌شود. او در یک سخنرانی با عنوان ((رفتار نویسنده خلاق)) که در سال ۱۹۰۸ در توکیو ایراد کرده است می‌گوید:
... علم در مسیری معین حرکت می‌کند و خط سیر آن برای همگان کمابیش یکسان است. پس خرد حکم می‌کند که هرکس با حداکثر سرعت ممکن در پی پیشینیان خود گام بردارد، زیرا مقصد مشخص و روشن است... تقلید در رفتار، آداب و رسوم و احساسات اما کاملا از جنس دیگری استو رفتار، آداب و رسوم و احساسات غریبان متعلق به خودشان است و تنها نوع رفتار و آداب و رسوم نیست و نمی‌تواند معیاری برای دیگران باشد.
ناتسومه سوسه‌کی در سخنرانی خود در سال ۱۹۱۱ منطقه کان‌سای ژاپن درباره اختراعات انسان مدرن اینگونه می‌گوید:
اگر به اوضاع جامعه‌ای که در آن زندگی می‌کنیم دقت کنیم، نتایح دو گرایش را خواهیم دید: گرایش صرفه‌جویی به ابداعاتی می‌انجامد که تا حد امکان میزان کار را کاهش می‌دهند و باعث می‌شوند که تا جایی که مقدور است، کار بیشتری را در زمان کوتاه‌تری انجام دهیم. این ابداعات قطره قطره جمع می‌شوند و به چیزهای شگفتی مثل قطار و کشتی بخار و تلگراف و تلفن و اتوموبیل تبدیل می‌شوند.
اساسا تمام ابداعات بشر راه‌های میانبری بیش نیستند که نتیجه‌ی تنبلی بشر و گریز از تقبل زحمت‌اند. اگر از ما بخواهند که برای انجام کاری از اینجا -شهر واکایاما- تا واکانوئورا برویم، همه‌ی ما، اگر بتوانیم، می‌کوشیم عذری بیاوریم و نپذیریم. اما اگر مجبور به رفتن بشویم، ترجیح می‌دهیم تا جای ممکن راحت‌تر برویم و زودتر بازگردیم. پس لازم است چیزی مثل ریکی‌شا، دوچرخه، اتوموبیل و قطار ساخته شود. در مقابل در ایامی که لذت‌جویی به متهای درجه خود رسیده است، ممکن است سالی یکی-دو بار به سرمان بزند با وجود امکانات، تا جای ممکن با پای پیاده برویم و یعنی به میل خود می‌خواهیم بدنمان را به کار بگیریم و خودمان را خسته کنیم. این فعالیت تجملاتی روزانه که اسمش را ((پیاده‌روی)) گذاشته‌ایم نیز به گرایش اتلاف نیرو تعلق دارد و نمونه‌ای از مصرف فعالانه‌ی توان زندگی است.
وی همچنین در این سخنرانی در رابطه با تجدد ژاپن نظر خود را چنین بیان می‌کند:
تجدد غرب درون‌انگیخته و تجدد ژاپن بیرون‌انگیخته است. منظور از درون‌انگیخته اینجا تغییر و تحولی است که از درون و به طور طبیعی به وجود آمده و پیشرفت کرده است. مثل باز شدن غنچه گل که به شکلی طبیعی باز می‌شود. اما در مقابل بیرون‌انگیخته یعنی چیزی از بیرون به زور یک نیروی خارجی تغییر کند و شکل خاصی به خود بگیرد. تجدد ژاپن پس از برقراری ارتباط با کشورهای خارجی بعد از اصلاحات، وضعیت کاملا غیرعادی داشته است... سرعت تغییرات در ژاپن بسیار زیاد شده گویی ضیافتی برگزار شده و میهمانان بر سر میز غذا نه تنها طعم غذاهای محتلف را نچشیده‌اند، حتی به درستی ندیده‌اند که چه غذاهایی در ضیافت حاضر بوده و در همین حین میز غذا تمیز می‌شود و غذاهای تازه‌ای روی میز چیده می‌شود.
ملتی که تحت تاثیر چنین تجددی باشد، یقینا در جایی احساس نارضایتی و ناامنی خواهد کرد و روزی به پوچی خواهد رسید.
در آثار ناتسومه سوسه‌کی بارها با خلأ ژاپنی که در سنت و مدرنیته گیر کرده و افرادی که مجبور به عادت دادن خود با این پیشرفت نابه‌هنگام هستند مواجه می‌شویم و این موضوع آزاردهنده برای او، در نظر ما نیز روشن می‌گردد.

## سال‌شمار زندگی
- ۱۸۶۷年（慶応۳年）۱月۵日 - ناتسومه سوسه‌کی در محله یوشی‌کومه، ادو (اکنون توکیو) به دنیا آمد. او پنجمین پسرپدرش، ناتسومه کُوبو، و مادرش، چیه، بود. خانواده ناتسومه به عنوان نایب‌الملک شناخته می‌شدند، اما به دلیل وضعیت مالی، او در سنین کم به یک فروشگاه لوازم قدیمی در یوریتسو فرستاده شد، اما به سرعت به خانواده‌اش بازگشت.
- ۱۸۶۸年（明治元年）۱۱月 - سوسه‌کی به فرزندخواندگی شیوبارا ماسانوسوکه درآمد و نام خانوادگی شیوبارا را به خود گرفت.
- ۱۸۶۹年（明治۲年） - پدرخوانده‌اش، ماسانوسوکه، به عنوان رئیس محله آساگوسا منصوب شد و خانواده به آساگوسا نقل مکان کردند.
- ۱۸۷۰年（明治۳年） - سوسه‌کی به دلیل واکسیناسیون به بیماری آبله مبتلا شد و بر روی صورتش زخم‌هایی باقی ماند که به شدت قابل مشاهده بودند.
- ۱۸۷۴年（明治۷年） - به دلیل اختلافات خانوادگی بین پدرخوانده و مادرخوانده‌اش، او به خانه‌اش در کیکوی‌چو بازگشت و به مدرسه ابتدایی توکیو در آساگوسا رفت.
- ۱۸۷۶年（明治۹年） - مادرخوانده‌اش از خانواده شیوبارا جدا شد و او به خانه‌اش بازگشت و به مدرسه‌ای در ایچی‌گایا منتقل شد.
- ۱۸۷۸年（明治۱۱年） - در فوریه، مقاله‌ای به نام «ماساناریرون» در یک مجله منتشر کرد و در اکتبر، از مدرسه ابتدایی نیشی‌کای فارغ‌التحصیل شد.
- ۱۸۷۹年（明治۱۲年） - به مدرسه متوسطه اول توکیو (که بعدها به عنوان دبیرستان هیبیا شناخته شد) وارد شد.
- ۱۸۸۱年（明治۱۴年） - در ژانویه، مادرش چیه درگذشت و او از مدرسه خارج شد و در مدرسه خصوصی نی‌ماتسوشو (که اکنون به عنوان دانشگاه نی‌ماتسوشو شناخته می‌شود) ثبت‌نام کرد.
- ۱۸۸۳年（明治۱۶年） - در سپتامبر، به مدرسه سیریتسو گاکوشا در کاندا سوروگادای وارد شد.
- ۱۸۸۴年（明治۱۷年） - در خانه‌ای دو طبقه در کوکوشی‌کا با هاشیموتو ساگورو زندگی کرد و به تحصیل در مدرسه سیریتسو گاکوشا ادامه داد. در سپتامبر، به مدرسه پیش‌دانشگاهی (که بعدها به نام دبیرستان اول تغییر نام داد) وارد شد.
- ۱۸۸۵年（明治۱۸年） - با حدود ۱۰ نفر از دوستانش در ساروگاکوچو زندگی کرد.
- ۱۸۸۶年（明治۱۹年） - در ژوئیه به دلیل التهاب صفاق مردود شد، اما با وجود این مردودی در نهایت با موفقیت فارغ‌التحصیل شد. او با ناکامورا کورماسا و معلمان مدرسه هونجوکوتو گیجوکو همکاری کرد.
- ۱۸۸۷年（明治۲۰年） - در ماه مارس، برادر بزرگش، دایسوکه، و در ماه ژوئن، برادر دومی‌اش، ای‌نوسوکه، به دلیل بیماری ریه درگذشت. او به دلیل ابتلا به عفونت شدید چشمی به خانه بازگشت و در تابستان برای اولین بار به قله فوجی صعود کرد.
- ۱۸۸۸年（明治۲۱年） - در ژانویه، نام خانوادگی ناتسومه را دوباره به خود گرفت. در ژوئیه، از مدرسه پیش‌دانشگاهی اول فارغ‌التحصیل شد و در سپتامبر تصمیم به تحصیل در رشته ادبیات انگلیسی گرفت.
- ۱۸۸۹年（明治۲۲年） - در ژانویه، با ماسائوکا شیکی آشنا شد و در ماه مه نقدی بر کتاب «هفت علف» او نوشت و برای اولین بار از نام مستعار «سوسه‌کی» استفاده کرد. در ماه اوت، به همراه دوستانش به سفر به بوشو رفت و پس از سفر، مجموعه‌ای از شعرهای سفر به نام «کیکوساکی» را نوشت.
- ۱۸۹۰年（明治۲۳年） - در ژوئیه، از مدرسه پیش‌دانشگاهی اول فارغ‌التحصیل شد و در سپتامبر به دانشگاه امپریال (که بعدها به دانشگاه توکیو تغییر نام داد) در رشته ادبیات انگلیسی وارد شد و به عنوان دانشجوی بورسیه وزارت آموزش و پرورش پذیرفته شد.
- ۱۸۹۱年（明治۲۴年） - در ژوئیه، به عنوان دانشجوی ممتاز شناخته شد و برای دومین بار به قله فوجی صعود کرد. در دسامبر، «هوجوکی» را به زبان انگلیسی ترجمه کرد.
- ۱۸۹۲年（明治۲۵年） - در آوریل، از خانواده جدا شد و به هاکوداته در هوکایدو نقل مکان کرد. در ماه مه، به عنوان استاد در مدرسه توکیو (که اکنون به عنوان دانشگاه واسدا شناخته می‌شود) منصوب شد.
- ۱۸۹۳年（明治۲۶年） - در ژوئیه، از دانشگاه امپریال فارغ‌التحصیل شد و به دانشگاه تحصیلات تکمیلی وارد شد. در ماه اکتبر، به عنوان معلم زبان انگلیسی در مدرسه عالی معلمی (که بعدها به دبیرستان عالی توکیو تغییر نام داد) منصوب شد.
- ۱۸۹۴年（明治۲۷年） - در فوریه، نشانه‌هایی از سل در او مشاهده شد و در بیمارستان کاساوا از او آزمایش گرفتند (نتیجه منفی بود).
- ۱۸۹۵年（明治۲۸年） - در آوریل، به عنوان معلم در دبیرستان ماتسویاما (که اکنون به عنوان دبیرستان ماتسویاما شرقی شناخته می‌شود) منصوب شد.
- ۱۸۹۶年（明治۲۹年） - در ژوئن، با ناکانه کیوکو، دختر رئیس دفتری پارلمان، ازدواج کرد.
- ۱۸۹۷年（明治۳۰年） - در ژوئن، پدرش درگذشت.
- ۱۸۹۸年（明治۳۱年） - در اکتبر، به عنوان رئیس گروه شعر “شی‌می‌گینشاً منصوب شد.
- ۱۸۹۹年（明治۳۲年） - در ماه مه، دخترش، فودکو، به دنیا آمد.
- ۱۹۰۰年（明治۳۳年） - در ماه مه، به انگلستان رفت و در مسیر خود به نمایشگاه جهانی پاریس رفت.
- ۱۹۰۱年（明治۳۴年） - در ژانویه، دختر دومش، تسونکو، به دنیا آمد.
- ۱۹۰۲年（明治۳۵年） - در سپتامبر، ماسائوکا شیکی درگذشت.
- ۱۹۰۳年（明治۳۶年） - دختر سومش ایکو متولد شد. در آوریل، به عنوان معلم در دبیرستان اول منصوب شد و در عین حال به عنوان استاد در دانشگاه امپریال توکیو نیز فعالیت کرد.
- ۱۹۰۴年（明治۳۷年） - در آوریل، به عنوان استاد در دانشگاه میجی نیز منصوب شد.
- ۱۹۰۵年（明治۳۸年） - در ژانویه، داستان «ما گربه هستیم» را در نشریه «هوتوتوگیسو» منتشر کرد (این داستان تا آگوست سال بعد به‌طور متناوب منتشر شد).
- ۱۹۰۶年（明治۳۹年） - در آوریل، داستان «بوچّان» را در نشریه «هوتوتوگیسو» منتشر کرد.
- ۱۹۰۷年（明治۴۰年） - پسر اولش جونیچی متولد شد. در ژانویه، داستان «طوفان در دشت» را در نشریه «هوتوتوگیسو» منتشر کرد. در آوریل، تمام مشاغل آموزشی خود را ترک کرد و به روزنامه آساهی پیوست و به عنوان نویسنده حرفه‌ای فعالیت خود را آغاز کرد.
- ۱۹۰۸年（明治۴۱年） - در ژانویه، داستان «کارگر معدن» (坑夫) را در نشریه «آساهی» منتشر کرد و در ماه ژوئن، داستان «پرنده ادبی» (文鳥) را منتشر کرد. پسر دومش نوبوروکو متولد شد.
- ۱۹۰۹年（明治۴۲年） - در مارس، پدرخوانده‌اش که با او قطع رابطه کرده بود، درخواست پول کرد و این موضوع تا نوامبر ادامه داشت. این موضوع بعدها در رمان خود «دوچو» به تصویر کشیده شد.
- ۱۹۱۰年（明治۴۳年） - در مارس، دختر پنجمش، هیناکو، به دنیا آمد. در ژوئن، به دلیل زخم معده به بیمارستان گوارش در ناگاکی‌چو بستری شد. در آگوست، برای درمان به شوزنجی رفت و در ۲۴ اوت، دچار خونریزی شدید شد و به حالت بحرانی افتاد.
- ۱۹۱۱年（明治۴۴年） - در ۲۱ فوریه، از وزارت آموزش و پرورش برای دریافت دکترای ادبیات انصراف داد. در آگوست، به دلیل عود زخم معده به بیمارستان گوارش در اوساکا بستری شد.
- ۱۹۱۳年（大正۲年） - در ژانویه، دچار تشویش روانی شد و در مارس، زخم معده‌اش دوباره عود کرد.
- ۱۹۱۴年（大正۳年） - در آوریل، داستان «کوکورو» را در نشریه «آساهی» منتشر کرد.
- ۱۹۱۵年（大正۴年） - در ژوئن، داستان «علف‌های جاده» را در نشریه «آساهی» منتشر کرد. در نوامبر، به همراه ناکامورا کوره‌آکیرا به یوگاهارا سفر کرد. در دسامبر، آکوتاوا ریونوسوکه و کومه ماساو به او پیوستند و او از آن زمان به بیماری روماتیسم مبتلا شد.
- ۱۹۱۶年（大正۵年） - در ژانویه، برای درمان روماتیسم به یوگاهارا منتقل شد. در ماه مه، داستان «گرگ و میش» را در نشریه «آساهی» منتشر کرد. در ۹ دسامبر، در ساعت ۷ بعدازظهر به دلیل زخم معده درگذشت.
- ۱۹۸۴年（昭和۵۹年） - تصویر ناتسومه سوسه‌کی بر روی اسکناس هزار ینی ژاپن چاپ شد.

## فهرست آثار ناتسومه سوسه‌کی
| عنوان فارسی     | عنوان ژاپنی با کانجی | عنوان ژاپنی با حروف روماجی | زمان نگارش                 | نام اثر چاپ شده در ایران/مترجم/نشر                                              |
| --------------- | -------------------- | -------------------------- | -------------------------- | ------------------------------------------------------------------------------- |
| ما گربه هستیم   | 吾輩は猫である       | wagahai wa neko de aru     | ژانویه ۱۹۰۵ تا اوت ۱۹۰۶    | ما گربه هستیم/احد عقیلیان/نشر مرکز من یک گربه هستم/پرویز همتیان بروجنی/نشر نگاه |
| بوچّان           | 坊っちゃん           | botchan                    | آوریل ۱۹۰۶                 | بوچان/هاشم رجب‌زاده/نشر فرهنگ معاصر باچان/پویان حسن‌آبادی/نشر برچ                 |
| بالش علفی       | 草枕                 | kusamakura                 | سپتامبر ۱۹۰۶               | دنیای سه‌گوش/آزاده سلحشور/نشر فرهنگ معاصر                                        |
| دویست و ده روز  | 二百十日             | nihyakutoaka               | اکتبر ۱۹۰۶                 | دویست و دهمین روز/فرهاد بیگدلو/نشر رابید                                        |
| طوفان در دشت    | 野分                 | nowaki                     | ژانویه ۱۹۰۷                |                                                                                 |
| گل‌های وحشی      | 虞美人草             | gubijinsou                 | ژوئن تا اکتبر ۱۹۰۷         |                                                                                 |
| کارگر معدن      | 坑夫                 | koufu                      | ژانویه تا آوریل ۱۹۰۸       |                                                                                 |
| سانشیرو         | 三四郎               | sanshiro                   | سپتامبر تا دسامبر ۱۹۰۸     | سانشیرو/هاشم رجب‌زاده/نشر فرهنگ معاصر سانشیرو/زهرا نی‌چین/نشر افراز               |
| پس از آن        | それから             | sorekara                   | ژوئن تا اکتبر ۱۹۰۹         |                                                                                 |
| دروازه          | 門                   | mon                        | مارس تا ژوئن ۱۹۱۰          |                                                                                 |
| تا آنسوی زندگی  | 彼岸過迄             | higansugimade              | ژانویه تا آوریل ۱۹۱۲       |                                                                                 |
| مسافر           | 行人                 | koujin                     | دسامبر ۱۹۱۲ تا نوامبر ۱۹۱۳ |                                                                                 |
| کوکورو          | こゝろ               | kokoro                     | آوریل تا اوت ۱۹۱۴          | کوکورو/قدرت‌الله ذاکری/نشر برج کوکورو/سعید دل‌زنده‌روی/نشر نیلوفر                  |
| علف‌های جاده     | 道草                 | michikusa                  | ژوئن تا سپتامبر ۱۹۱۵       |                                                                                 |
| گرگ و میش       | 明暗                 | meian                      | مه تا دسامبر ۱۹۱۶          |                                                                                 |
| برج لندن        | 倫敦塔               | rondontou                  | ژانویه ۱۹۰۵                |                                                                                 |
| سپر خیال        | 幻影の盾             | geneinotate                | آوریل ۱۹۰۵                 |                                                                                 |
| آوای کمانچه     | 琴のそら音           | koto no sorane             | ژوئیه ۱۹۰۵                 |                                                                                 |
| یک شب           | 一夜                 | ichiya                     | سپتامبر ۱۹۰۹               |                                                                                 |
| سرود گل‌های وحشی | 薤露行               | keirojou                   | سپتامبر ۱۹۰۵               |                                                                                 |
| وراثت سلیقه     | 趣味の遺伝           | shumi no iden              | ژانویه ۱۹۰۶                |                                                                                 |
| پرنده ادبی      | 文鳥                 | bunchou                    | ژوئن ۱۹۰۸                  |                                                                                 |
| رویاهای ده شب   | 永日小品             | eijitsushouhin             | ژانویه تا مارس ۱۹۰۹        | ده شب پریشانی/امیر قاجارگر/نشر خوب ده شب رویا/ساره ارض‌پیما/نشر نون              |
| تجدد ژاپن امروز | 現代日本の開化       | gendai nohon no kaika      | ۱۹۱۱                       | تجدد ژاپن امروز/دکتر سید آیت حسینی/نشر پرنده                                    |
|                 |                      |                            |                            |                                                                                 |